# Вплив пандемії COVID-19 на економіку
Пандемія COVID-19 мала далекосяжні економічні наслідки, включаючи рецесію внаслідок COVID-19, яка стала другою за величиною глобальною рецесією в новітній історії, скорочення бізнесової активності в секторі послуг під час карантину під час пандемії, крах фондового ринку 2020 року, під час якого спостерігалося найбільше за тиждень падіння фондового ринку з часів фінансової кризи 2007—2008 років, та негативний вплив пандемії COVID-19 на фінансові ринки, глобальна криза ланцюга постачання 2021—2022 років, сплеск інфляції у 2021—2022 роках, дефіцит, пов'язаний з пандемією COVID-19, включаючи глобальний дефіцит мікросхем у 2020 році аж до 2022 року, панічні покупки, та підвищення цін. Це призвело до того, що уряди надали безпрецедентну кількість коштів для стимулювання економіки. Пандемія також стала фактором виникнення світової енергетичної кризи 2021—2022 років та продовольчої кризи 2022 року.
Імовірна нестабільність, спричинена епідемією, та пов'язані з нею зміни в поведінці людей можуть призвести до тимчасової нестачі продовольства, стрибків цін та порушення роботи продовольчих ринків. Це підвищення цін найбільше відчують уразливі верстви населення, які купляють продукти харчування на ринках, а також особи, які залежать від соціальної допомоги для отримання засобів до існування та продуктів харчування. Додатковий інфляційний ефект протекціоністської політики у зв'язку із запровадженням нових митних тарифів на імпортні товари та заборони на експорт продукції, може спричинити значне збільшення кількості людей в усьому світі, які стикаються з серйозною нестачею продовольчих товарів, як це вже спостерігалося під час всесвітньої кризи цін на продовольчі товари 2007—2008 років.
Велика кількість заходів у світі моди, спорту та технологій було скасовано або переведено в онлайн-режим. Хоча грошові втрати транспорту і торгівлі ще не оцінено, вони, ймовірно, будуть обчислюватися на рівні мільярдів, і будуть збільшуватися.
На тлі відновлення та обмеження зростання майбутнє світової економічної системи характеризується у значній ступені невизначеністю. Економічні прогнози та думки експертів з макроекономіки показують значні розбіжності щодо загального масштабу впливу пандемії на світову економіку, довгострокових наслідків пандемії та прогнозованого відновлення економіки. Тому оцінку ризиків і можливість виникнення надзвичайних ситуацій слід сприймати з недовірою, враховуючи, що думки експертів розходяться. З пандемією також пов'язано значне загальне підвищення цін. Частково рекордно високі ціни на енергоносії були зумовлені зростанням попиту на енергоносії в цілому світі після виходу з економічної рецесії, спричиненої COVID-19, зокрема у зв'язку з високим попитом на енергоносії в Азії.

## Передумови

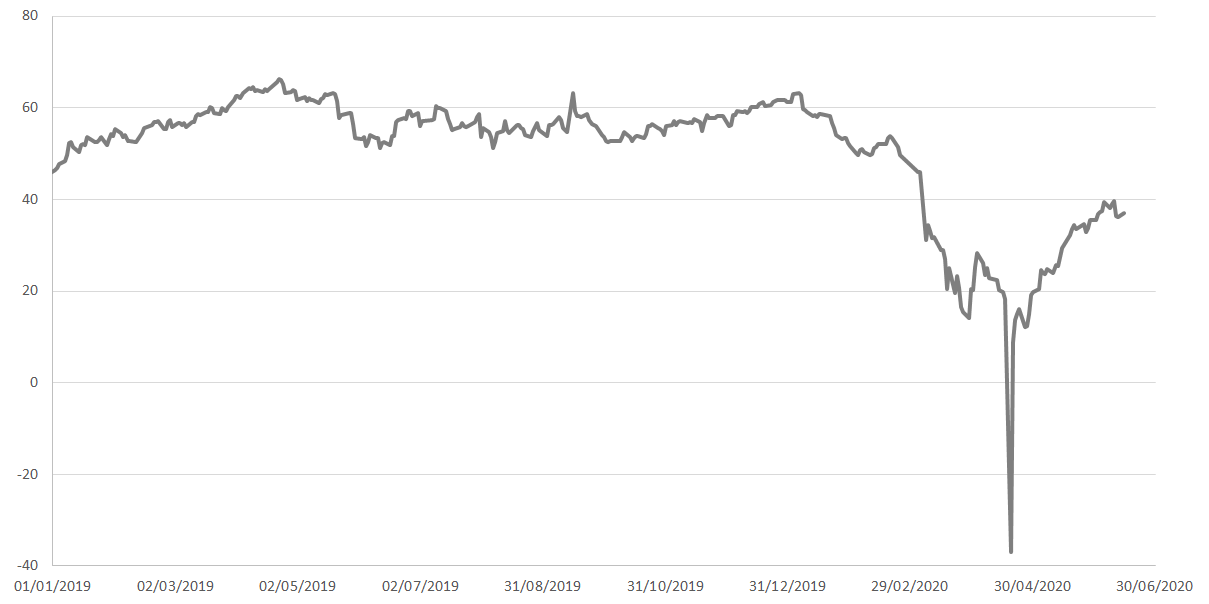
Рух ціни на нафту марки WTI з 2019 року. Різкий спад почався в середині лютого 2020 року. 20 квітня 2020 року ціни вперше в історії впали нижче нуля.

Початок спалаху коронавірусної хвороби в Китаї збігся з Чунюн, що є періодом найбільшого навантаження на транспорт у країні, пов'язаним зі святкуванням китайського нового року, коли традиційно жителі країни та вихідці з Китаю за кордоном збираються святкувати прихід нового року в колі сім'ї. Центральні та регіональні уряди скасували низку заходів, де мало відбуватися скупчення великої кількості людей, зокрема щорічні новорічні фестивалі, а приватні компанії також самостійно закрили свої магазини та туристичні об'єкти, зокрема Діснейленд в Гонконгу та в Шанхаї. Задля запобігання масових зібрань скасовано низку заходів, приурочених до місячного нового року, та закриті туристичні атракціони та об'єкти, зокрема Заборонене місто в Пекіні, та скасовані традиційні храмові ярмарки. У 24 з 31 провінцій, муніципалітетів і регіонів Китаю влада продовжила новорічні свята до 10 лютого, видавши розпорядження закрити більшість підприємств та закладів до цієї дати. Ці регіони давали 80 % ВВП країни та 90 % експорту. У Гонконгу рівень реагування на епідемічні загрози підняли до найвищого, та запроваджено надзвичайний стан, до березня закрито школи, та скасовано святкування китайського нового року.
За словами генерального директора ВООЗ Тедроса Аданома Гебреїсуса, попит на засоби індивідуального захисту зріс у 100 разів. Цей попит призвів до зростання цін у 20 разів вище звичайних, а також спричинив затримку постачання медичних товарів на 4—6 місяців.

## Всесвітня економічна рецесія
Рецесія у зв'язку з COVID-19 — це рецесія економіки, яка відбувалася у світовій економіці у 2020 році у зв'язку з пандемією COVID-19. Світові фондові ринки зазнали найбільшого падіння з 1987 року, і за перші три місяці 2020 року економіки країн G20 впали на 3,4 % у порівнянні з аналогічним періодом минулого року. Міжнародна організація праці підрахувала, що в період з квітня по червень 2020 року в усьому світі було втрачено еквівалент 400 мільйонів робочих місць на повний робочий день, а дохід, отриманий працівниками в усьому світі, знизився на 10 % за перші 9 місяців 2020 року, що еквівалентно збитку понад 3,5 трильйона доларів США. Кембриджський університет оцінив вартість світової економіки за останні 5 років в 82 трильйони доларів.
Коли пандемія COVID-19 розпочала поширюватися в Європі, спостерігалось зростання інвестицій в економіку континенту, проте пізніше приплив інвестицій несподівано сповільвся. У 2019 році загальні інвестиції в економіку Європейського Союзу зросли приблизно на 3 % порівняно з попереднім роком, перевищивши зростання реального ВВП.
Інвестиційна активність, як і інші види економічної діяльності, різко впала, що стало прямим наслідком карантинних обмежень. Цей ефект був особливо помітний у другому кварталі 2020 року, коли інвестиції зменшилися на 19 % у річному обчисленні, оскільки більшість карантинних обмежень було послаблено до літа. У 2019 році значна частина фірми вже мали несприятливу оцінку економічної ситуації. Загальні очікування щодо перспектив бізнесу в окремих галузях, а також доступності внутрішнього та зовнішнього фінансування погіршилися протягом 2020 року.
У доповіді Європейського інвестиційного банку про інвестиції за 2020—2021 роки 81 % респондентів назвали невизначеність найсерйознішою перешкодою для інвестицій. 20 % компаній у ЄС очікували, що буде спостерігатися постійне зменшення робочих місць, що вказує на те, що значна частина компаній песимістично налаштована щодо своєї здатності відновитися після закінчення економічної кризи внаслідок пандемії COVID-19.
Унаслідок пандемії половина європейських компаній у майбутньому очікують збільшення використання цифрових технологій. Ця частка значно більша серед тих компаній, які вже раніше використовували цифрові технології.
Очікувалося, що державний борг Європейського Союзу перевищить 95 % ВВП до кінця 2021 року, що означало зростання на 15 % з початку пандемії в 2019 році.
Зниження ВВП було спричинено спробами урядів країн обмежити поширення коронавірусу, і воно сильно відрізнялося серед держав-членів Євросоюзу. Найбільше його зниження за середнім показником зареєстровано в Центральній та Східній Європі, де реальний ВВП знизився на 9,7 % у другому кварталі 2020 року порівняно з першим кварталом. У Західній та Північній Європі ВВП зменшився на 11,5 %, у Південній Європі ВВП зменшився приблизно на 15 %. Для порівняння, реальний ВВП у США впав майже на 9 % у другому кварталі 2020 року порівняно з першим кварталом року.
У другому кварталі 2020 року реальний дохід на душу населення різко скоротився, що вплинуло на споживчі витрати, особливо для сімей із низьким рівнем доходу.
Вплив COVID-19 на різні галузі економіки дуже відрізнявся. Найгірше постраждали сектори, які значною мірою залежать від фізичної присутності споживачів, зокрема пасажирські перевезення, мистецтво, розваги, туризм та готельний бізнес: у другому кварталі 2020 року в порівнянні з першим кварталом вони скоротилися на 30 %. Такі галузі, як сільське господарство, банківська справа та торгівля нерухомістю, знизилися на 3 % або менше за той самий період часу. Під час світової фінансової кризи розподіл економічного ефекту між секторами значно відрізнявся, при цьому промисловість у ЄС зазнала найбільшого зниження — понад 20 % у першому кварталі 2009 року. Зменшення в інших секторах було відносно невеликим, приблизно на 6 % або нижче
ВВП за годину в ЄС в другому кварталі 2020 року зріс на 0,3 % в порівнянні з тим же періодом 2019 року, тоді як ВВП на одного працюючого знизився на 11,5 %.
У Західній та Північній Європі, а також у Центральній та Східній Європі рівень безробіття зріс приблизно на 0,5 %. Зростання було більшим у Південній Європі (1,5 %). У США рівень безробіття збільшився на 4 % за той самий період, досягнувши максимуму в 10 % у квітні 2021 року.

### Програми економічного відновлення
Країни, міста та інші спільноти, які мають управлінський апарат, в усьому світі повідомили про розробку та впровадження програм керованого економічного відновлення. До числа програм економічного відновлення включені програма «ЄС наступного покоління» та програма надзвичайних закупівель під час пандемії COVID-19.
У дослідженні, опублікованому в серпні 2020 року, зроблено висновок, що прямий вплив пандемії на глобальне потепління, ймовірно, буде незначним, і що добре продумане економічне відновлення дасть можливість зменшити потепління на планеті на 0,3 °C до 2050 року. Дослідження показало, що для істотного впливу на глобальне потепління необхідні системні зміни в економіці, зокрема необхідна «декарбонізація» всіх галузей економіки планети, що має й економічні аспекти. Крім цільового фінансування зелених проектів або секторів, сучасні механізми ухвалення рішень також дозволяють виключити проекти зі значними екологічними, соціальними або кліматичними ризиками з фінансової допомоги. Понад 260 організацій громадянського суспільства закликали китайських посадовців переконатися, що фінансування заходів ініціативи «Один пояс, один шлях», пов'язаних з пандемією COVID-19, виключає такі проекти. У листопаді 2020 року МВФ заявив, що уряди та центральні банки пообіцяли підтримку економіці в розмірі 19,5 трильйонів доларів з початку пандемії коронавірусної хвороби.
Згідно з аналізом у 2022 році, 14 трильйонів доларів, які країни G20 витратили на стимулювання економіки, лише близько 6 % витрат на відновлення після пандемії було виділено на райони, які мали скоротити викиди парникових газів, включаючи проведення електрифікації транспортних засобів, підвищення енергоефективності будівель, та встановлення відновлюваних джерел енергії.

## Сільське господарство та продовольство
Під час пандемії COVID-19 у багатьох країнах загострилася продовольча безпека, зокрема у другому кварталі 2020 року було багато попереджень про голод у кінці цього року. Згідно з попередніми прогнозами, існувала ймовірність смерті сотень тисяч людей, а мільйони людей могли відчувати голод, якщо не буде прикладено узгоджених зусиль для вирішення проблем продовольчої безпеки. Станом на жовтень 2020 року ці зусилля знизили ризик голоду в цілому світі у зв'язку з пандемією COVID-19. Були побоювання щодо початку голоду внаслідок економічної рецесії під час пандемії COVID-19 та внаслідок низки заходів, запроваджених для запобігання поширенню COVID-19. Крім того причинами голоду в окремих регіонах називались також навала сарани у 2019—2021 роках, триваючі війни та політичні негаразди в низці країн світу.
На відкритті саміту ООН з продовольчих питань у Римі прем'єр-міністр Італії Маріо Драґі сказав: «Криза охорони здоров'я (під час пандемії COVID-19) призвела до продовольчої кризи», посилаючись на дані, які показують, що недоїдання стало основною причиною захворювань, погіршення здоров'я і смерті у світі.
У вересні 2020 року виконавчий директор Всесвітньої продовольчої програми Девід Бізлі звернувся до Ради Безпеки Організації Об'єднаних Націй та заявив, що заходи, вжиті країнами-донорами протягом попередніх 5 місяців, включаючи надання 17 трильйонів доларів підтримки та призупинення погашення боргу, які запровадили МВФ і країнами G20 для бідніших країн, і донорська підтримка програм зростання ВПП, дозволили запобігти наближення голоду, що допомогло 270 мільйонам людей, які мали ризик постійного голодування. Проте він попередив, що, незважаючи на запобігання масовому голоду в бідних країнах, необхідні потрібні подальші дії донорів, щоб запобігти голоду в 2021 році, оскільки пандемія та регіональні конфлікти продовжують тривати. Коли проблеми з продовольством, спричинені пандемією, почали спадати, російське вторгнення в Україну на початку 2022 року спричинило чергову глобальну продовольчу кризу, наслідком якої стало і без того різке зростання цін.

### Продовольча криза 2022 року
У 2022 році відбулося стрімке зростання цін на продукти харчування та відчувався дефіцит продовольства у всьому світі. Наростаючі проблеми з продовольством у різних частинах світу були спричинені комплексом геополітичних, економічних та природних причин, зокрема сильною спекою, повенями та посухою, спричиненими зміною клімату. Ці проблеми стали наслідком продовольчої та економічної кризи під час пандемії COVID-19.
Після російського вторгнення в Україну в 2022 році Продовольча та сільськогосподарська організація ООН, а також інші оглядачі ринків продовольчих товарів попередили про обвал постачання продуктів харчування та зростання цін на продукти. Найбільше занепокоєння пов'язане з нестачею постачання основних сільськогосподарських культур, зокрема пшениці, кукурудзи та олійних рослин, що може спричинити підвищення цін на продукти. Вторгнення також призвело до підвищення цін на паливо та пов'язане з цим підвищення цін на добрива, що спричинило подальший дефіцит продовольства та зростання цін.
Ще до війни в Україні ціни на продукти харчування вже були на рекордно високому рівні, і станом на початок лютого 2022 року за даними Продовольчої та сільськогосподарської організації ООН вони вже зросли на 20 % у порівнянні з попереднім роком. У березні внаслідок війни ціни ще більше підвищились, і в порівнянні з минулим роком стали вищими ще на 40 %. Очікується, що важкі проблеми, включаючи COVID-19, вторгнення Росії в Україну та неврожаї, пов'язані зі змінами клімату, змінять глобальні тенденції щодо зменшення голоду та недоїдання.
У деяких регіонах, зокрема у Східній Африці та Мадагаскарі, вже спостерігались посуха та голод у зв'язку зі погіршенням матеріального забезпечення у сільському господарстві та зміною клімату, і, як очікується, підвищення цін ще більше погіршить ситуацію. Навіть країни Глобальної Півночі, які зазвичай мають безперебійне постачання продовольства, зокрема Велика Британія та США, розпочали відчувати прямий вплив зростання інфляції у зв'язку з відсутністю продовольчої безпеки. Деякі аналітики описали підвищення цін як найгірше з часів світової кризи цін на продукти харчування 2007—2008 років. Хоча перші міжнародні заходи, спрямовані на зниження цін на продукти харчування, давали надію, що збільшення постачання з інших регіонів або хороші врожаї сільськогосподарських культур можуть пом'якшити глобальний дефіцит і підвищення цін (найбільше малось на увазі збільшення експорту зерна з Індії), станом на червень 2022 року жоден з цих заходів не став ефективним для зниження цін.

## Фінансові ринки
Економічні потрясіння, пов'язані з пандемією коронавірусу, мали масштабний і серйозний вплив на фінансові ринки, включаючи ринки акцій, облігацій і товарів (включаючи сиру нафту та золото). Основними подіями були війна за ціни на нафту між Росією та Саудівською Аравією, яка призвела до обвалу цін на сиру нафту та обвалу фондового ринку в березні 2020 року. Програма розвитку ООН висловила припущення, що скорочення доходів у країнах, що розвиваються, буде становити 220 мільярдів доларів США, та очікувала, що вплив пандемії COVID-19 на економіку триватиме місяцями або навіть роками. Частина оглядачів очікували падіння цін на природний газ.
Під час початкової фази пандемії у квітні та травні 2020 року спостерігався значний зв'язок між масштабами спалаху хвороби та нестабільністю на фінансових і фондових ринках. Більш широкі наслідки цієї нестабільності вплинули на кредитні ринки, і завдяки втручанню урядів і центральних банків країн, які мали на меті зменшити вплив пандемії на економіку, вдалося запобігти більш значному спаду економіки.

## Ринок золота
Пандемія COVID-19 спричинила зростання світової ціни на золото. Попит і пропозиція на золото у 2020 році зменшилися через вплив пандемії на світове господарство.

## Виробництво та промисловість

### Криза автомобільної промисловості 2021 року
Під час пандемії COVID-19 продажі нових автомобілів у США впали на 40 %. Велика трійка автомобільних виробників у США закрила свої автомобільні заводи в країні. Німецька автомобільна промисловість потрапила в кризу після того, як вже постраждала від скандалу Dieselgate, а також від конкуренції з боку електромобілів. Компанії «Boeing» і «Airbus» призупинили виробництво на деяких заводах. Опитування, проведене Британською федерацією пластмас, досліджувало, як COVID-19 вплинув на промислове виробництво у Великій Британії. Понад 80 % респондентів очікували зниження товарообігу протягом наступних 2 кварталів, при цьому 98 % визнали стурбованість негативним впливом пандемії на бізнес. У липні 2021 року виробництво автомобілів у Великій Британії досягло найнижчого рівня з 1956 року.

## Мистецтво, розваги та спорт
Пандемія COVID-19 спричинила раптовий і значний вплив на всі галузі мистецтва та культури у всьому світі. Глобальна криза охорони здоров'я та невизначеність, що з'явилася внаслідок цієї кризи, глибоко вплинули на діяльність усіх закладів культури і мистецтва, а також на окремих осіб — як найманих працівників, так і самозайнятих — у всіх галузях культури та мистецтва. До березня 2020 року більшість культурних установ у всьому світі були закриті на невизначений термін (або, щонайменше, радикально скоротили свою роботу), а персональні виставки, заходи та виступи були скасовані або відкладені. Багато діячів сфери мистецтва і культури тимчасово або назавжди втратили контракти чи роботу з різним ступенем відшкодування та фінансової допомоги. Одночасно фінансова підтримка від урядів і благодійних організацій для митців дуже відрізнялися залежно від виду мистецтва та країни. У таких країнах, як Австралія, де мистецтво складало близько 6,4 % ВВП, вплив закриття закладів культури на суспільство та економіку був значним.

### Кіномистецтво
Пандемія COVID-19 значно вплинула на кіноіндустрію. По всьому світу частково або повністю були закриті кінотеатри, кінофестивалі скасовані або перенесені, а вихід фільмів перенесено на майбутні дати. Із закриттям кінотеатрів касові збори у світі впали на мільярди доларів США, одночасно став більш популярним стрімінг, а акції Netflix зросли; також різко впала кількість діючих кінотеатрів. Майже всі блокбастери, які мали вийти на екран після перших вихідних у березні 2020 року, були відкладені або скасовані по всьому світу, а також призупинено виробництво фільмів. За оцінками, пандемія завдала дуже великих втрат у кіноіндустрії.

### Спорт
Більшість великих спортивних подій було скасовано або перенесено, у тому числі літні Олімпійські ігри 2020 року в Токіо, які 24 березня 2020 року вирішили перенести на 2021 рік.

### Телебачення
Під час пандемії COVID-19 у кількох країнах припинилося або було призупинено виробництво телепрограм. Однак спільний звіт «Apptopia» та «Braze» показав збільшення протягом березня 2020 року на 30,7 % потокових сеансів у всьому світі, зокрема на платформах Disney+ , Netflix і Hulu.

### Відеоігри
Меншою мірою пандемія також вплинула на відеоігрову індустрію. Оскільки спалах хвороби розпочався в Китаї, ланцюжки постачання вплинули на виробництво деяких ігрових консолей, затримуючи їх випуски та скорочуючи постачання. Протягом того, як пандемія поширилювалася по світу, були скасовані кілька основних торговельних заходів у галузі відеоігор, у тому числі E3 2020, у зв'язку з імовірністю подальшого поширення інфекції. Очікується, що економічний вплив на відеоігрову індустрію не буде таким великим, як на кіноіндустрію чи інші сектори розваг, оскільки велика частина роботи у виробництві відеоігор може бути децентралізованою та виконуватися віддалено, а готова продукція поширюється в цифровому вигляді серед споживачів незалежно від запровадження загальнонаціонального чи регіонального закриття закладів і послуг.

## Медицина
Пандемія COVID-19 призвела до буму низки галузей медицини, зокрема пластичної хірургії.

## Журналістика і засоби масової інформації
Очікувалось, що пандемія COVID-19 матиме серйозні наслідки для місцевих газет у Сполучених Штатах Америки, де багато місцевих видань ще до пандемії переживали серйозні економічні труднощі. У зв'язку з ситуацією в охороні здоров'я в постраждалих регіонах країни, де заклади роздрібної торгівлі, які не займаються торгівлею життєво необхідними товарами, було тимчасово закрито, 24 березня 2020 року компанія «Diamond Comic Distributors» повідомила про повне призупинення розповсюдження опублікованих творів і супутніх товарів з 1 квітня 2020 року на невизначений термін. Оскільки ця компанія має майже монопольне право на розповсюдження друкованих коміксів, це розцінено як «подію рівня масового вимирання», яка загрожувала одним кроком вивести з бізнесу весь спеціалізований сектор роздрібної торгівлі коміксами. Унаслідок цього такі видавництва, як «IDW Publishing» і «Dark Horse Comics» призупинили публікацію своїх періодичних видань, а видавництво «DC Comics» вивчало альтернативи поширення своєї продукції через роздрібну торгівлю, надавши більшу увагу до онлайн-продажу цифрових матеріалів.
Загальний обсяг продажів книг у США у березні 2020 року знизився на 8,4 % порівняно з березнем 2019 року після того, як був запроваджений суворий карантин із забороною виходу з дому, причому продажі книжкових магазинів впали приблизно на 33 %. До червня 2020 року попит почав відновлюватися, за винятком покупки навчальних матеріалів і книжок у магазинах, проте більшість продажів припадала на Amazon і великі торгові центри, які працювали, оскільки вважалися життєво необхідними закладами. Книги, друк яких планувався навесні та на початку літа, були відкладені до осені зі сподіванням, що до того часу пандемія закінчиться. Дві найбільші поліграфічні компанії Quad і LSC Communications у другій половині року зіткнувся з фінансовими проблемами, а друга з них повідомила про банкрутство навіть на тлі зростання попиту на продукцію. Збільшення продажів було пов'язано з великими тиражами виданих книг, і збільшенням попиту на дитячі книги та книги про раси та расизм. Це створило затримки в ланцюжку поставок для поліграфічних підприємств для більшості видавців. За даними NPD BookScan продажі друкованих видань зросли майже на 8 % у 2020 році.

## Роздрібна торгівля

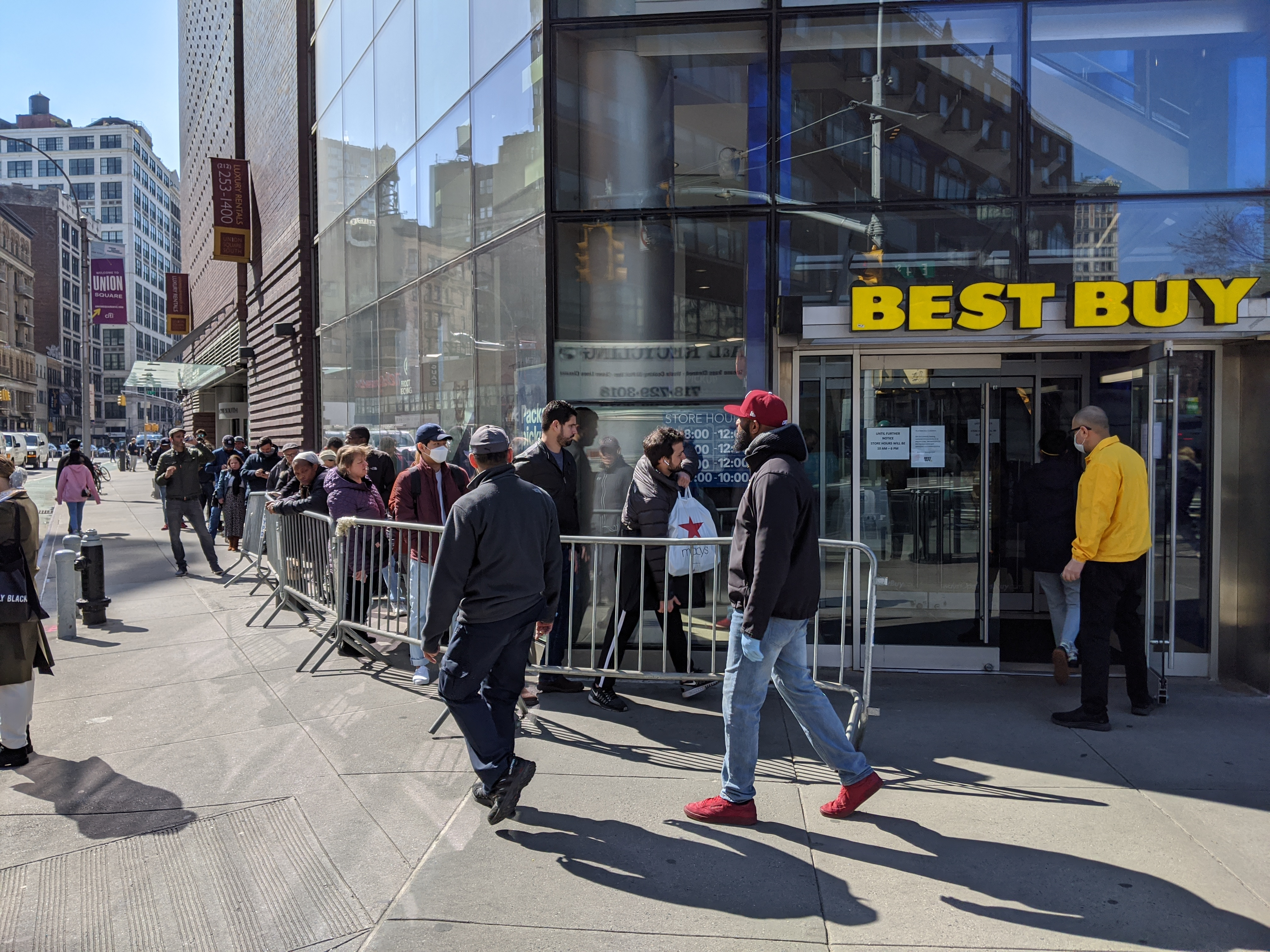
18 березня 2020 року магазин Best Buy дозволив проводити покупки лише обмеженій кількості людей у своєму магазин на Юніон-сквер у Нью-Йорку.

Пандемія COVID-19 значно вплинула на роздрібну торгівлю. Торгові центри по всьому світу унаслідок пандемії скоротили свій робочий час або тимчасово закрилися. Станом на 18 березня 2020 року кількість відвідувачів у торгових центрах впала на 30 %, із помітним зменшенням на кожному континенті. Крім того, попит на багато товарів перевищував їх пропозицію, що призвело до порожніх полиць магазинів роздрібної торгівлі. В Австралії пандемія надала нову можливість для перекупщиків на ринку Китаю, яких називали «дайгоу», перепродавати товари на китайському ринку ще з більшим зиском, та навіть говорити, що коронавірусна криза для них має срібну підкладку.
Низка роздрібних торговельних закладів розпочали використовувати безконтактну доставку додому або самовивіз з вулиці для товарів, придбаних через сайти інтернет-магазинів. До квітня 2020 року роздрібні торговці почали впроваджувати моделі «retail to go», де споживачі могли забрати свої замовлення. Приблизно 40 % покупців робили покупки в Інтернеті, щоб пізніше забрати придбаний товар у магазині, і такий спосіб покупки раптово подвовся порівняно з попереднім роком.
Дрібні фермери розпочали використовувати цифрові технології як спосіб прямого продажу продукції, а сільське господарство розпочало отримувати пряму фінансову підтримку від місцевих органів влади, і всі ці фактори спричинили зростання прямого продажу сільськогосподарської продукції.

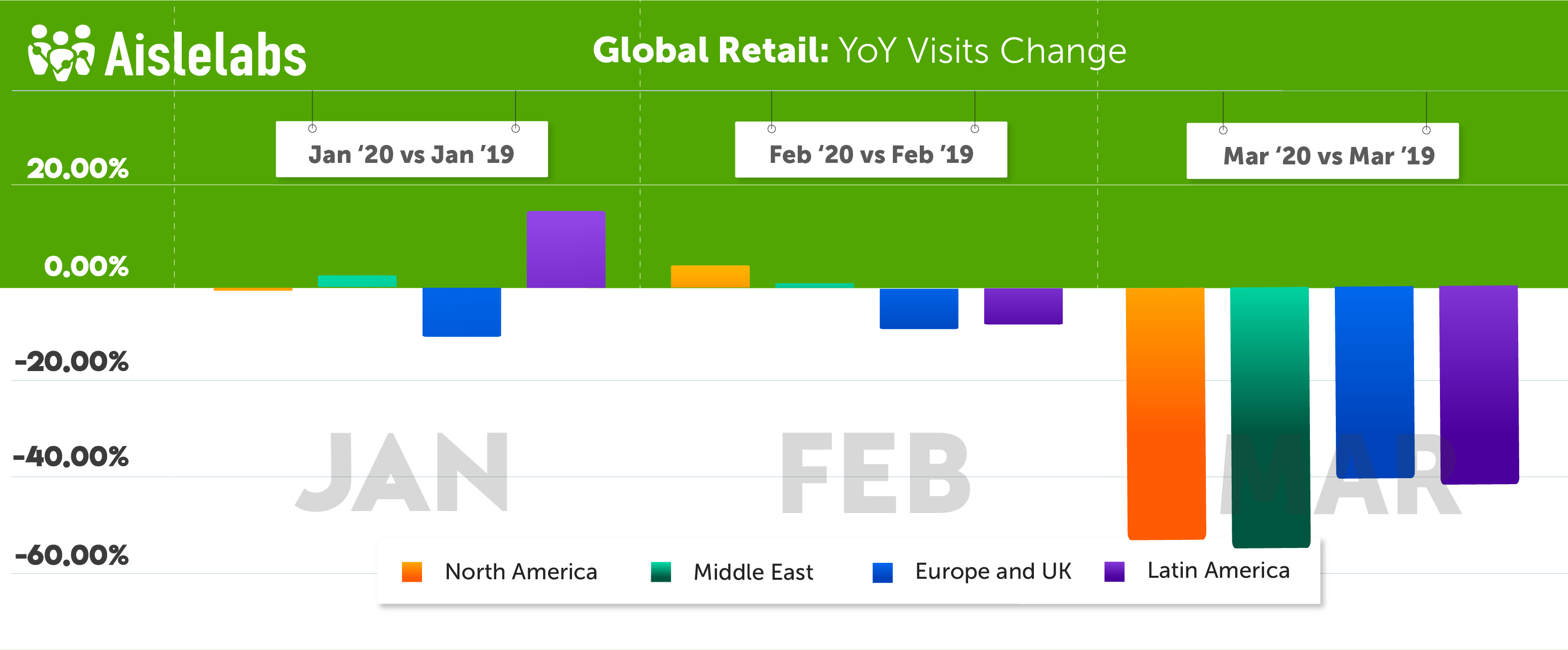
У березні 2020 року роздрібна торгівля впала на 40–60 %.

У середині квітня 2020 року компанія «Amazon» підтвердила, що у працівників понад половини з 110 її складів у США було виявлено коронавірусну хворобу.
16 червня 2020 року міністерство торгівлі США повідомило, що роздрібні продажі в травні зросли на 17,7 % порівняно з квітнем, оскільки у більшості штатів розпочали знову відкривати заклади торгівлі та скасовувати карантинні обмеження. За даними CNBC це стало найбільшим місячний зростанням в історії роздрібної торгівлі в США. Цифри за червень 2020 року показали зростання продажів на 7,5 %.

### Закриття торгівельних закладів
До квітня 2020 року роздрібні торгові мережі універмагів JCPenney, Nordstrom, Macy's і Kohl's разом втратили ринкову капіталізацію на 12,3 мільярда доларів. Мережі Neiman Marcus і «JCPenney» у квітні 2020 року оголосили дефолт по виплаті облігацій, готуючи документи до суду з питань банкрутства та уникнення банкрутства. Мережі J. Crew і «Neiman Marcus» протягом першого тижня травня 2020 року подали заяву про банкрутство; повідомляється, що вони були першими двома великими роздрібними компаніями, які зробили це під час пандемії. 15 травня 2020 року компанія «JCPenney» подала заяву про банкрутство.
У травні компанія «Pier 1» повідомила, що вона збирається закритися якомога швидше. У лютому вона звернувся до суду за захистом, і сподівалася, що хтось купить її бізнес, але подальша рецесія зробила це малоймовірним.
На початку 2021 року компанія «Family Video» повідомила, що всі її магазини, що залишилися, будуть ліквідовані та закриті.

## Електронна комерція
Пандемія збільшила продажі в електронній торгівлі. У зв'язку з тим, що все більше людей залишалися вдома як за власним бажанням, так і у зв'язку із запровадженням карантинних заходів, спостерігався спад звичайних покупок. З іншого боку, електронна торгівля зросла на 34 % протягом 2020 року, а в 2021 році перевищила рівень, який не очікувався до 2025 року, і за прогнозами, в 2021 році мала досягти 843 мільярдів доларів США.
Незважаючи на деякі відмінності між країнами, пандемія COVID-19 посилила динаміку в асортименті електронної комерції в різних країнах, і розширила сферу електронної торгівлі, зокрема також за рахунок нових фірм, сегментів клієнтів (зокрема людей похилого віку) та продуктів (зокрема бакалії).
Пандемія спричинила зміни в поведінці та смаках покупців, безпосередньо прискоривши розвиток електронної комерції, тому прибутки електронної торгівлі під час карантину значно зросли.
Велику роль у розвитку електронної торгівлі відіграли соціальні медіа, Facebook і власні веб-сайти компаній електронної комерції стали основними каналами продажів, що почали розвиватися з початку пандемії COVID-19.
Очікується, що рівень продажів у електронній торгівлі до 2023 року досягне 6,5 трильйонів доларів США порівняно з 3,5 трильйонами доларів США у 2019 році.

## Ресторанний бізнес

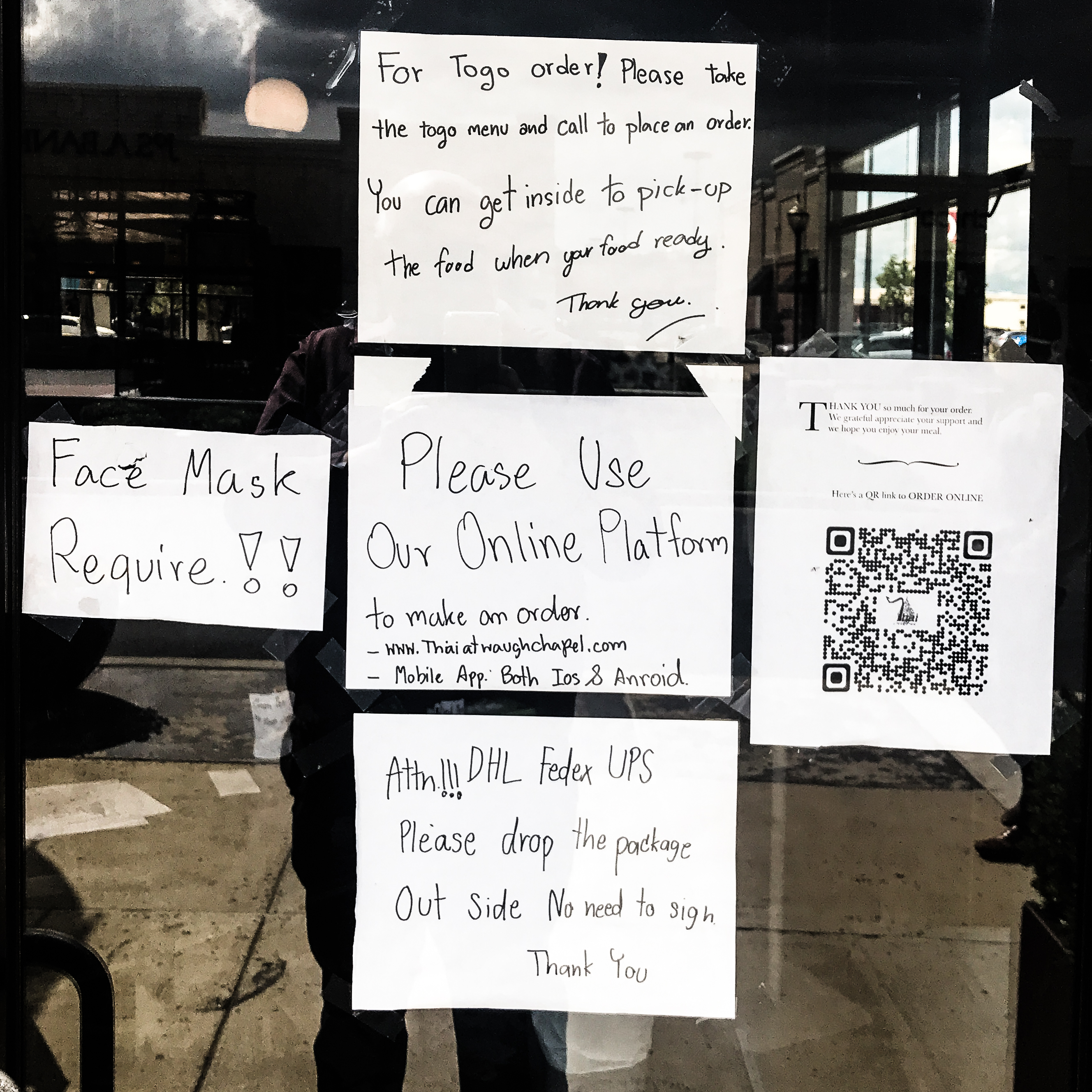
Вивіски на тайському ресторані в Крофтоні

Пандемія значно вплинула на ресторанний бізнес. На початку березня 2020 року у низці великих міст США повідомили, що в барах і ресторанах будуть закриті зали для відвідувачів, і вони обмежаться замовленнями на винос і доставку їжі. Пізніше цього місяця багато штатів запровадили обмеження, які вимагали від ресторанів працювати лише на виносу або на доставку. Частина працівників ресторанів була звільнені, а ті працівники, що залишились, не отримували виплати по лікарняних порівняно з аналогічними галузями економіки. Заливши лише послуги доставки та торгівлі на винос, більшість офіціантів і барменів були звільнені, що спонукало цих працівників створити «віртуальні банки для чайових» у 23 містах США. У Сполучених Штатах ініціатива, відома як «Great American Takeout», закликала людей, які перебувають на карантині, підтримувати місцеві ресторани щовівторка, замовляючи страви на винос для самовивозу з вулиці або використовуючи служби доставки їжі. Ця ініціатива стартувала наприкінці березня 2020 року.

## Наука і техніка
Пандемія вплинула на продуктивність наукових, космічних і технологічних проектів. Космічні агентства, включаючи NASA та Європейське космічне агентство, призупинили створення космічної системи запуску, космічного телескопа «Джеймс Вебб», перевели космічні наукові зонди в сплячий режим або режим низької потужності, та перейшли на дистанційну роботу. Низка ІТ- компаній запустили кілька програм, щоб пережити цю пандемію та нові реалії життя. Пандемія зуміла покращити наукову комунікацію або створити нові її форми. Зокрема, велика кількість даних публікуються на серверах препринтів, та аналізуються на платформах соціальних мереж перед офіційною рецензією. Вчені переглядають, редагують, аналізують та публікують письмові матеріали та дані досліджень з небаченою досі швидкістю та у великих кількостях. Це інтенсивне спілкування змогло дозволити науковцям досягти незвичайного рівня співпраці та ефективності.

## Туризм

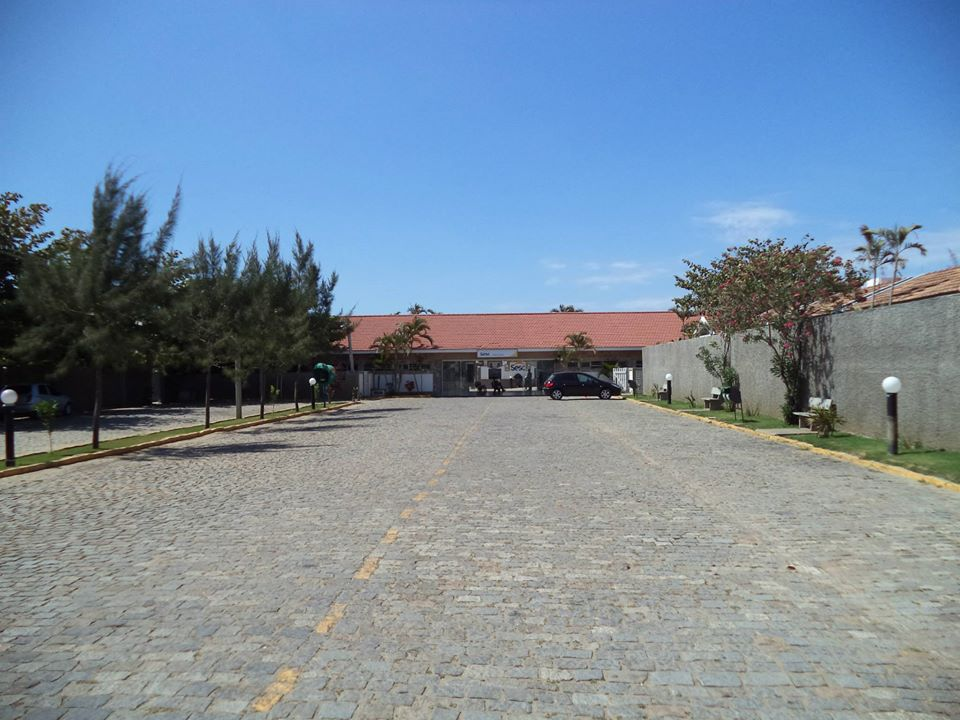
Відділення готельної мережі SESC Hotels у Сан-Жуан-да-Барра, Бразилія, закрилося внаслідок пандемії.

На початку березня 2020 року Філія Тоунта узагальнила ймовірний вплив COVID-19 на світовий туризм:
- серйозні наслідки, оскільки туризм залежить від транспорту;
- карантинні обмеження;
- страх перед аеропортами та іншими місцями масового скупчення людей;
- побоювання хвороби за кордоном;
- проблеми з транскордонним медичним страхуванням;
- банкрутства туристичних підприємств;
- безробіття в індустрії туризму;
- зростання вартості авіаквитків;
- шкода іміджу круїзної індустрії.

## Події та заходи
Пандемія стала причиною скасування або перенесення великих заходів у всьому світі. Частина громадських закладів та установ були закриті.

## Транспорт

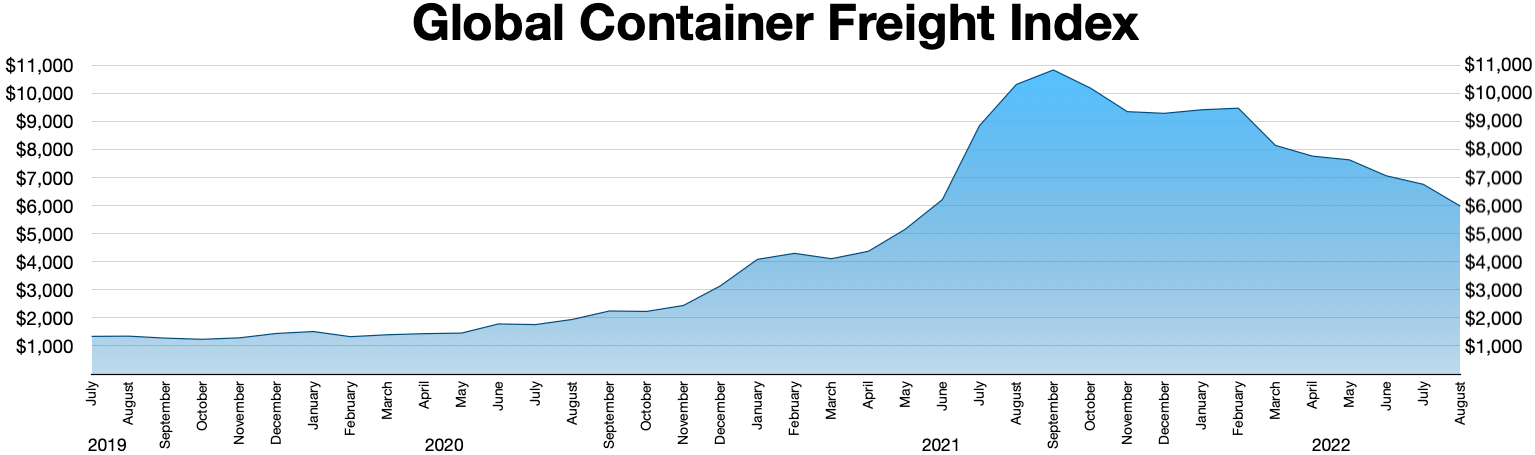
Глобальний індекс контейнерних перевезень
липень 2019 — грудень 2021

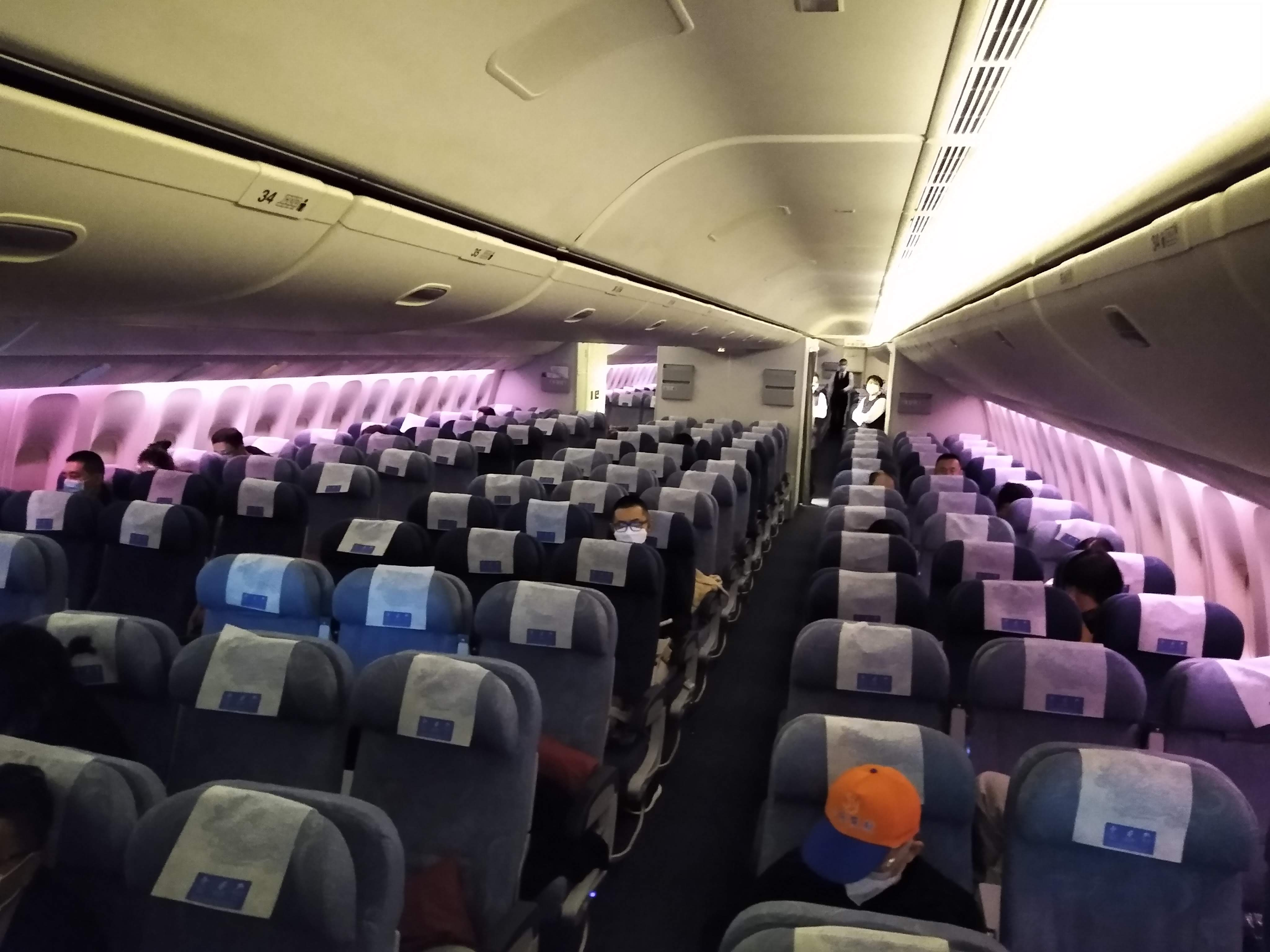
Майже порожній авіарейс з Пекіна до Лос-Анджелеса під час пандемії

Нестача персоналу спричинила сповільнення темпів вантажних перевезень і розвантаження в портах розвинених країн. Проблеми з постачанням і раптовий попит на віддалений відпочинок і альтернативу громадському транспорту спричинили дефіцит велосипедів у Сполучених Штатах Америки.
Також значно постраждала круїзна індустрія, ціни на акції основних круїзних ліній впали на 70–80 %.
У багатьох містах світу кількість запланованих поїздок знизилася на 80–90 %.

### Авіація

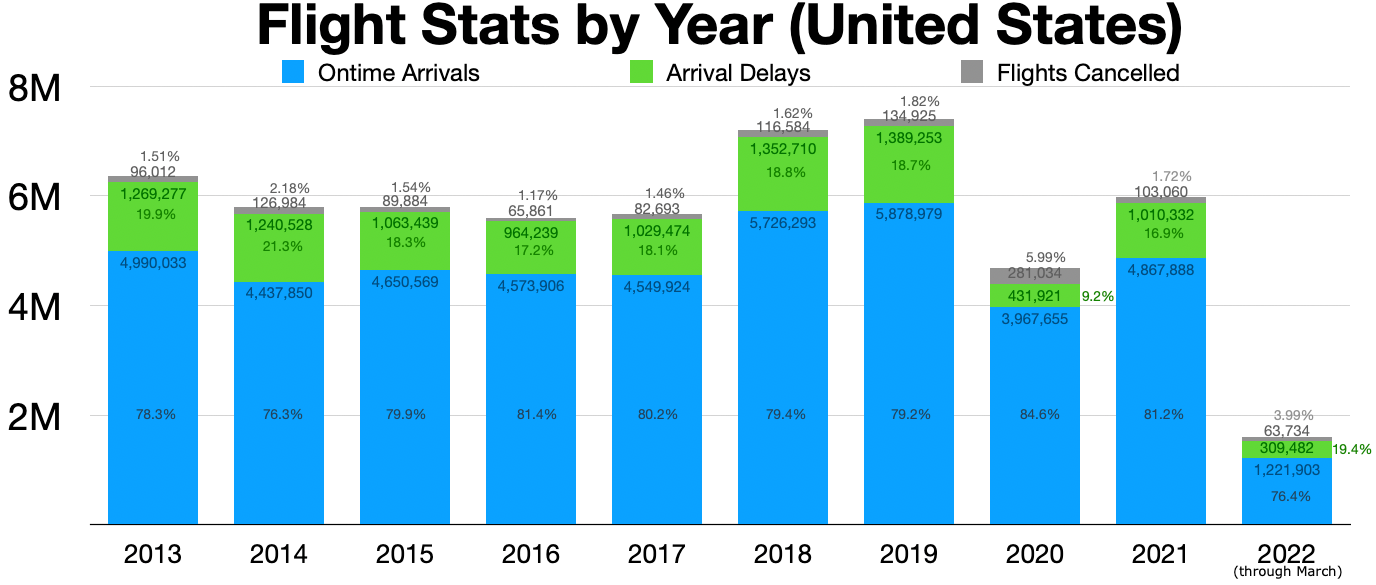
Статистика польотів по роках
Скасування рейсів
Затримки рейсів
Своєчасне прибуття

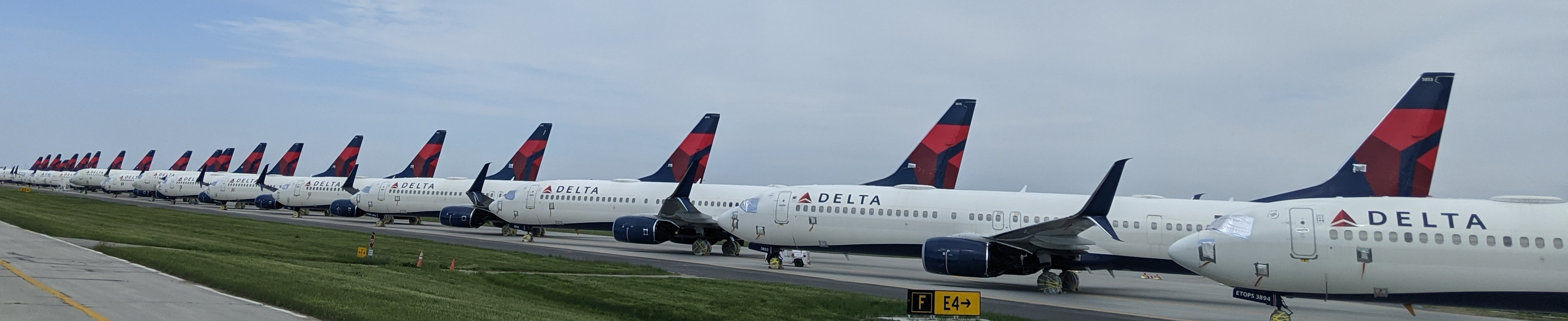
Літаки Delta Air Lines припарковані в міжнародному аеропорту Канзас-Сіті. Літаки знаходяться на землі унаслідок різкого зниження попиту на авіаперевезення.

Пандемія суттєво вплинула на авіаційну галузь через пов'язані з нею обмеження на транспортне сполучення, а також через падіння попиту на авіаквитки. Значне скорочення кількості пасажирів призвело до того, що літаки між аеропортами літали порожніми, а рейси скасовано.
Пасажирські авіакомпанії США могли розраховувати на близько 50 мільярдів доларів субсидій згідно Закону про економічну допомогу і безпеку, пов'язаних з пандемією коронавірусної хвороби.

### Круїзні лінії
Круїзним компаніям довелося скасувати велику кількість рейсів після спалаху пандемії COVID-19. Кількість скасувань бронювання і повернень квитків зросла, оскільки широке висвітлення в засобах масової інформації появи хворих пасажирів на суднах, які перебувають на карантині, завдало шкоди іміджу галузі.
27 березня 2020 року акції круїзних компаній різко впали в ціні після того, як закон про допомогу та економічну безпеку вартістю 2 трильйони доларів США виключив компанії, які не «організовані» відповідно до законодавства США. Сенатор Шелдон Вайтгаус написав у твіттері: «Гігантські круїзні компанії об'єднують компанії з-за закордону, щоб ухилитися від податків США, реєструють закордонні судна, щоб уникнути податків і законів США, і забруднюють довкілля без компенсації. Чому ми повинні виручати їх?» Сенатор Джош Гоулі написав у твіттері, що круїзні компанії повинні реєструватися і платити податки в Сполучених Штатах, якщо вони очікують фінансової допомоги. Круїзні компанії, які базуються в США, і пасажирські судна, які належать американцям, все ще матимуть право на фінансову допомогу.

### Залізниця
Кільком залізничним компаніям довелося отримати державну допомогу та/або скоротити надання своїх послуг. «Deutsche Bahn» отримала кілька мільярдів євро федеральної допомоги для покриття рекордних збитків.

## Азартні ігри та ставки
За даними Американської ігрової асоціації, ігрова індустрія за кілька місяців пандемії зазнала втрат на суму до 43,5 мільярдів доларів. Згідно частини прогнозів індустрія спортивних азартних ігор могла втратити 140 мільйонів доларів тільки в четверті вихідні березня (21–22 березня 2020 року) через відміну ставок на баскетбольний турнір NCAA. Компанії, що займаються азартними іграми, прагнуть перевести клієнтів зі стаціонарних букмекерських контор в онлайн-казино та покер, щоб боротися з втратою доходу через скасування спортивних змагань і закриття букмекерських контор. Азартні групи збільшили рекламу ігор онлайн-казино та гри в соціальних мережах. Частина оглядачів стверджували, що віртуальні перегони, а також ігри, засновані на ставках, також стають популярними. Деякі постачальники програмного забезпечення для ставок проводять спеціально розроблені кампанії, які рекламують програми для ставок онлайн, щоб залучити букмекерські компанії до їх покупки. Довгостроковими наслідками для індустрії ставок та азартних ігор можуть бути: закриття дрібних операторів та провайдерів азартних ігор, збільшення M&A, більша зосередженість на онлайн-ставках, інновації в онлайні, що означає, що навіть існуючі продукти, такі як букмекерська книга, приділятимуть більше уваги незрозумілим видам спорту, зокрема квідичу, і буде більше уваги віртуальних іграм онлайн.

У найбільшому за доходами грального бізнесу місці в світі Макао у лютому 2020 року всі казино були закриті на 15 днів, що призвело до падіння їх прибутку на 88 % порівняно з минулим роком, що є найгіршим показником, який коли-небудь реєструвався на цій території.

## Безробіття

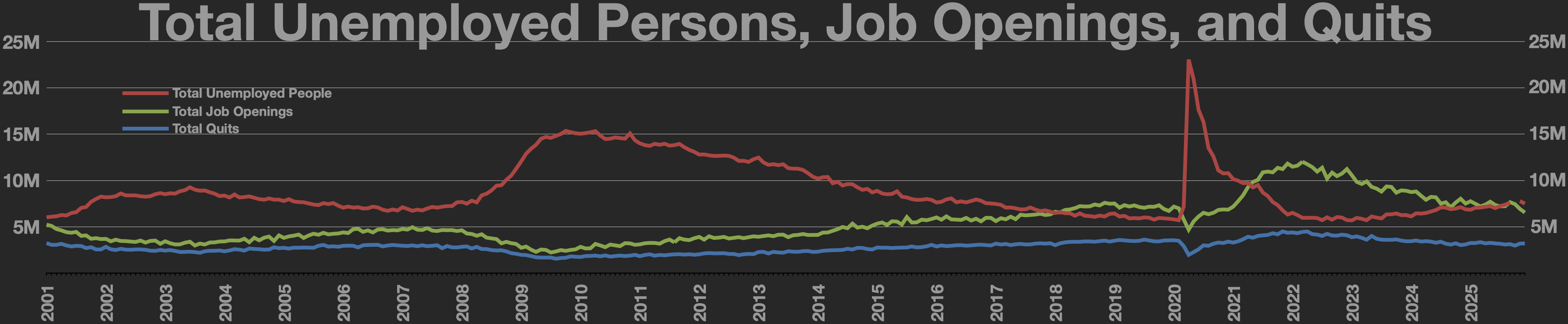
Всього безробітних
Загальна кількість вакансій
Плинність кадрів

Пандемія COVID-19 продемонструвала взаємопов'язаність різноманітного світу. [...] Жінки, етнічні меншини, корінні та племінні народи, молодь, люди з обмеженими можливостями та трудові мігранти, які вже перебували в невигідному становищі до пандемії, є одними з тих, хто найбільше постраждав.
7 квітня 2020 року Міжнародна організація праці заявила, що прогнозує втрату робочих годин у другому кварталі 2020 року на 6,7 % у всьому світі, що еквівалентно 195 мільйонам штатних робочих місць. Організація також підрахувала, що тільки в першому кварталі було втрачено 30 мільйонів робочих місць у порівнянні з 25 мільйонами під час Великої рецесії.
У січні та лютому 2020 року, під час розпалу епідемії в Ухані, близько 5 мільйонів людей у Китаї втратили роботу. Багато з майже 300 мільйонів сільських трудових мігрантів Китаю залишились вдома у внутрішніх провінціях або без можливості виїзду з провінції Хубей.

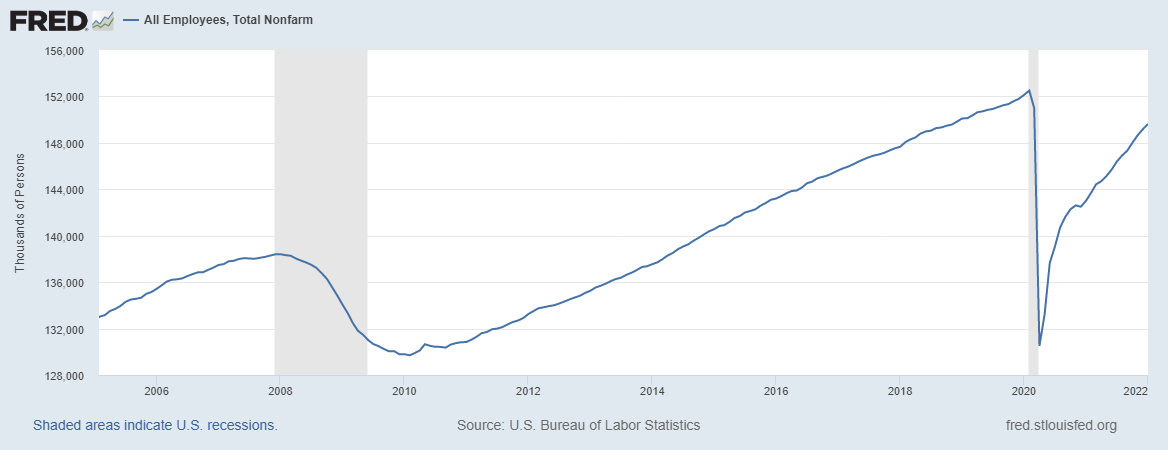
Заробітна плата несільськогосподарських працівників США, 2005 — січень 2022

У березні 2020 року понад 10 мільйонів американців втратили роботу та подали заявки на державну допомогу. Загальна кількість робочих місць у несільськогосподарському секторі скоротилася з 152,5 мільйонів у лютому 2020 року до 130,2 мільйонів у квітні. Станом на лютий 2021 року в США було близько 143 мільйонів робочих місць у несільськогосподарських галузях економіки.
Карантин в Індії призвів до того, що десятки мільйонів трудових мігрантів залишились без роботи.
Опитування Інституту Ангуса Рейда показало, що в 44 % канадських домогосподарств хтось із членів сім'ї втратив роботу.
Майже 900 тисяч осіб втратили роботу в Іспанії після запровадження карантину в середині березня 2020 року. У другій половині березня 4 мільйони працюючих жителів Франції подали заявки на допомогу з тимчасового безробіття, а 1 мільйон британців подали заявку на універсальну кредитну схему.
Майже півмільйона компаній у Німеччині направили своїх працівників на субсидовану урядом схему скороченої роботи, відому як «Kurzarbeit». Німецьку схему компенсації за скорочену роботу пізніше скопіювали Франція та Великобританія.
Економічні наслідки пандемії, можуть призвести до збільшення сексуальної експлуатації та кількості дитячих шлюбів, що зробить жінок і дівчат із сімей з низькими доходами та серед біженців більш вразливими до сексуальної експлуатації.
Потенційний сукупний вплив COVID-19 на безробіття, купівельну спроможність домогосподарств, ціни на продукти харчування та доступність продуктів харчування на місцевих ринках може серйозно загрожувати доступу до продуктів харчування в найбільш уразливих країнах.

## Вплив на економіку за статевою ознакою
У всьому світі жінки, як правило, менше заробляють і менше заощаджують, у більшості є членами домогосподарств з одним годувальником, і непропорційно займаються більш небезпечною роботою на неофіційних робочих місцях чи секторі послуг з меншим доступом до соціального захисту. Це робить їх більш уразливими до економічних потрясінь від чоловіків. Для багатьох сімей закриття шкіл і заходи соціального дистанціювання збільшили неоплачуваний догляд за членами сім'ї і домашнє навантаження жінок вдома, унеможливлюючи виконання ними або підтримку оплачуваної роботи. Гіршою є ситуація в країнах, що розвиваються, де більша частка населення зайнята в неофіційному секторі економіки, де існує набагато менше соціального захисту для медичного страхування, оплачуваних лікарняних тощо. Хоча в усьому світі неофіційна зайнятість є більшим джерелом зайнятості для чоловіків (63 %), ніж для жінок (58 %), у країнах з низьким і нижчим за середній рівень доходів більша частка жінок працює на неофіційній роботі, ніж чоловіки. На відміну від попереднніх економічних криз, пандемія COVID-19 більше торкнулася галузей, де домінували жінки, а не галузей, де домінували чоловіки, оскільки жінки були на передовій лінії боротьби з COVID-19, оскільки більшість медичних працівників — жінки.
В Африці на південь від Сахари, зокрема, близько 92 % зайнятих жінок працюють неофіційно, порівняно з 86 % чоловіків. Цілком ймовірно, що пандемія може призвести до тривалого падіння доходів жінок та їх участі в розподілі праці. За оцінками Міжнародної організації праці, безробіття у світі зросте від 5,3 мільйонів («кращий» сценарій) до 24,7 мільйонів («гірший» сценарій) з базового рівня в 188 мільйонів у 2019 році внаслідок впливу COVID-19 на зростання світового ВВП. Для порівняння, під час Великої рецесії безробіття у світі зросло на 22 мільйони. Серед інших уразливих груп жінки, що працюють неофіційно, мігранти, молодь і найбідніші верстви населення світу, більш вразливі до звільнень і скорочення робочих місць. Зокрема, результати опитування ООН «Жінки» в Азії та Тихоокеанському регіоні показало, що жінки втрачають засоби до існування швидше, ніж чоловіки, і мають менше альтернатив для отримання доходу. А в США за повідомленням бюро статистики праці США, безробіття серед чоловіків зросло з 3,55 мільйона в лютому до 11 мільйонів у квітні 2020 року, тоді як безробіття серед жінок, яке було нижчим, ніж серед чоловіків до пандемії, зросло з 2,7 мільйона до 11,5 мільйона за той самий період. Ще більш похмурою є картина для молодих жінок і чоловіків віком 16–19 років, рівень безробіття яких підскочив з 11,5 % в лютому до 32,2 % в квітні.
У Японії жінки непропорційно більше постраждали від пандемії, оскільки в таких секторах, як роздрібна торгівля та готельний бізнес, які сильно постраждали від рецесії під час пандемії, працюють багато жінок. За даними міністерства охорони здоров'я країни, у 2020 році рівень самогубств серед японських жінок зріс на 14,5 %, а серед чоловіків — знизився на 1 %.

## Вплив на економіку за континентом, регіоном і країною
Станом на січень 2021 року під час пандемії загальний світовий ВВП скоротився майже на 22 трильйони доларів. За словами головного економіста МВФ Ґіти Ґопінат, довгострокові наслідки пандемії ще не проявилися повністю, але можна очікувати, що з 2020 по 2025 рік вони сягатимуть трильйонів доларів.
Перспективи відновлення економіки після пандемії COVID-19 є високими, і очікується, що економічне зростання більшості країн буде вищим, ніж зазвичай. За словами МВФ, це відрізняється від звичайних економічних спадів. Очікується, що Китай, Індія, країни АСЕАН та інші азійські економіки, що розвиваються, продовжуватимуть найбільш значне зростання протягом 2020-х років і, як очікується, домінуватимуть у світовому економічному зростанні після пандемії.

### Азія

#### Східна Азія

##### Материковий Китай
Очікувалося, що економіка Китаю генеруватиме мільярди доларів економічного продукту. Банк «Morgan Stanley» очікував зростання економіки Китаю на 5,6 % (найгірший сценарій) до 5,9 % у 2020 році. Для інформації, у лютому 2019 року, у місяці китайського Нового року, Китай заробив 143 мільярди доларів США. Міністерство транспорту Китаю повідомило, що кількість поїзок у потягах впала на 73 % до 190 мільйонів поїздок порівняно з попереднім роком. Фабрики, роздрібні магазини та мережі ресторанів закриті.
Усі 70 тисяч кінотеатрів у країні були закриті, та зовсім не мали виручки. Це різко відрізняється від тижня китайського Нового року в 2019 році, який приніс китайським кінотеатрам 836 мільйонів доларів виручки.

Секретар Комісії з національного розвитку та реформ Цун Лян висловився, що малий і середній бізнес стикнувся з більшими труднощами у своїй діяльності, та висловив думку, що економічний вплив буде короткостроковим. Помічник міністра з кадрів і соціального забезпечення Ю Цзюнь уточнив, що працівники сільського господарства та випускники сільськогосподарських учбових закладів будуть відчувати труднощі. 
Туризм у Китаї сильно постраждав у зв'язку з обмеженнями транспортного сполучення та побоювання щодо інфікування, включно із забороною як на внутрішні, так і на міжнародні туристичні тури. Багато авіакомпаній або скасували, або значно скоротили кількість рейсів до Китаю, у багатьох країнах опубліковано попередження щодо небезпеки поїздок до Китаю. Багато країн, зокрема Франція, Японія, Австралія, Нова Зеландія, Велика Британія та США, евакуювали своїх громадян з Уханя та провінції Хубей.
Більшість шкіл і університетів у країні продовжили щорічні канікули до середини лютого. Іноземні студенти, які навчалися в китайських університетах, розпочали повертатися додому у зв'язку з побоюванням інфікуватися, про перші випадки повернення додому студентів з Китаю повідомили Непал і південноіндійський штат Керала. Майже 200 мільйонів учнів постраждали від закриття шкіл, а другий семестр після китайського Нового року відновився 17 лютого у формі онлайн-занять, за якими учні могли стежити з дому. Міністерство освіти запровадило «національний хмарний інтернет-клас» із підтримкою 7 тисяч серверів, щоб обслуговувати 50 мільйонів учнів початкової та середньої школи.
Міністерство фінансів Китаю повідомило, що буде повністю оплачувати лікування хворих COVID-19.
Агентство CNN повідомило, що частина жителів Уханя «стали ізгоями у власній країні, їх уникають сусіди, не селять у готелі, а в деяких районах відправляють на суперечливий карантин».
Продажі нових автомобілів у Китаї знизились унаслідок спалаху хвороби За перші два тижні лютого 2020 року кількість проданих автомобілів скоротилася на 92 %.
24 лютого 2020 року Постійний комітет Всекитайських зборів народних представників оголосив про негайну та всеохопну заборону торгівлі дикими тваринами вартістю 74 мільярди доларів США, посилаючись на «важливу проблему надмірного споживання диких тварин і величезні приховані небезпеки для здоров'я та безпеки населення», які виявились після спалаху хвороби. Це призвело до встановлення постійної заборони на торгівлю дикими тваринами замість тимчасової, яка вже діяла з кінця січня.
За даними «Carbon Brief», пандемія коронавірусної хвороби призвела до скорочення викидів парникових газів у Китаї на 25 %. У березні 2020 року супутникові знімки з космосу, надані NASA, показали, що забрудненість атмосфери в країні значно зменшилася, що частково пояснюється уповільненням економічної активності в результаті спалаху.

###### Дефіцит медичного обладнання

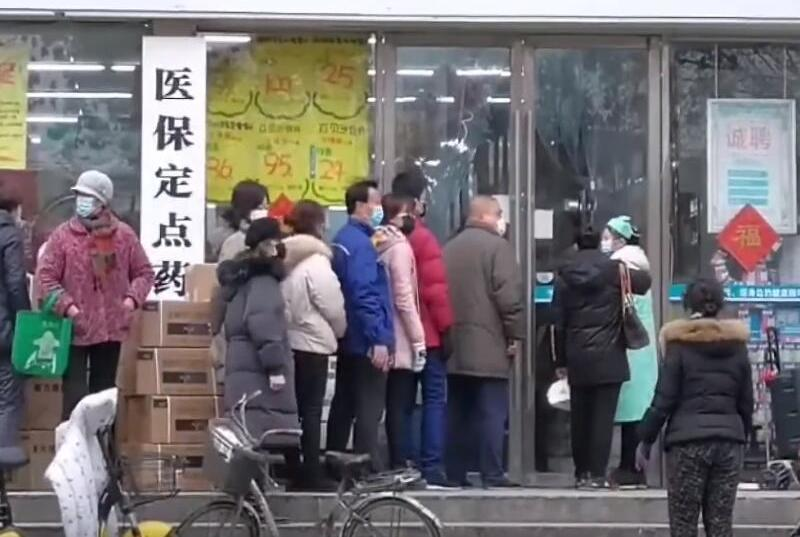
Люди в Ухані шикуються в чергу перед аптекою, щоб купити медичні маски.

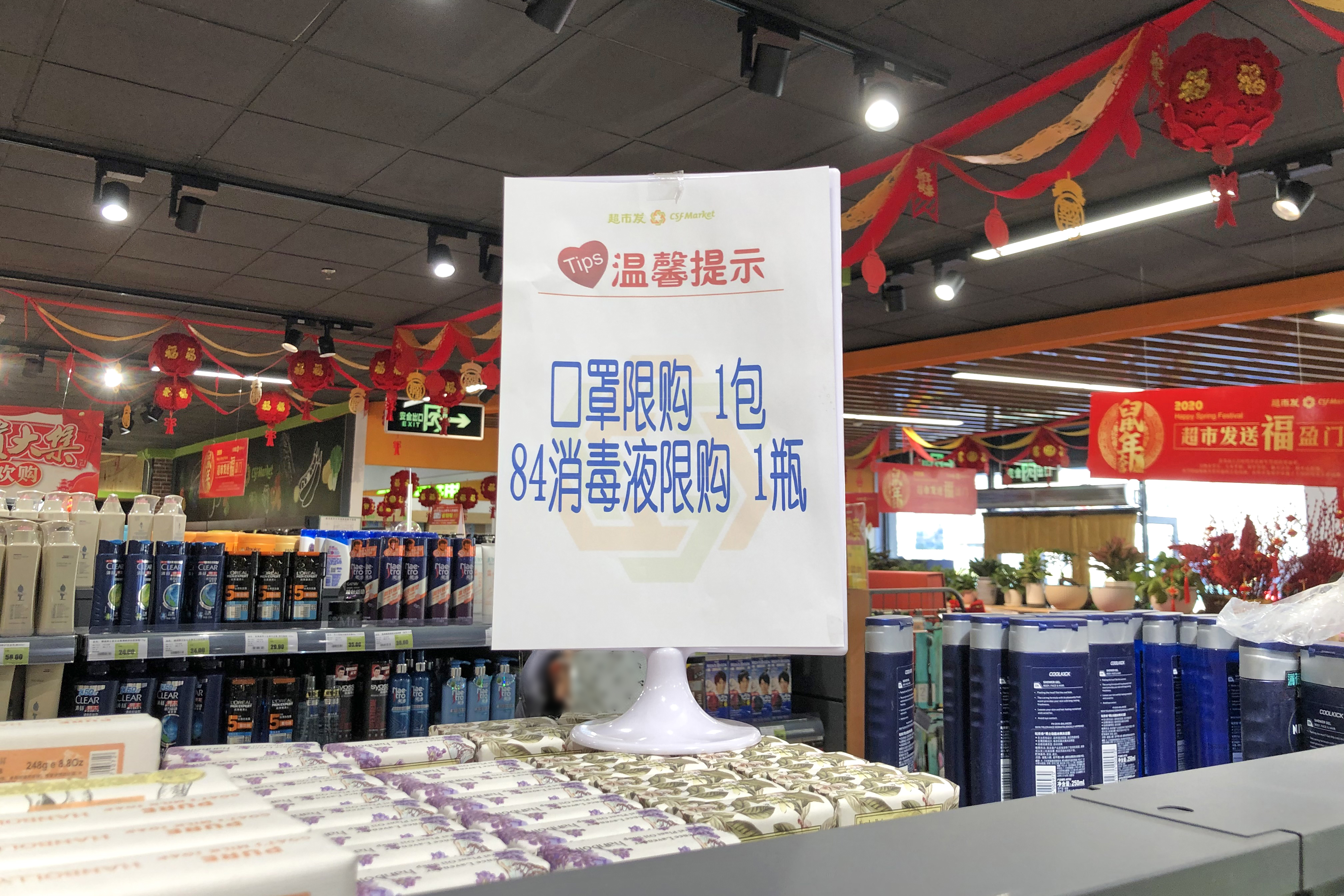
Повідомлення в супермаркеті в Пекіні, де сказано, що кожна людина може купити лише одну упаковку захисних масок і одну пляшку дезінфікуючої рідини «84» на день.

Протягом того, як прискорилося поширення хвороби, на ринку материкового Китаю розпочався дефіцит захисник масок у зв'язку зі збільшенням попиту на них. Повідомлялося, що покупцям у Шанхаї довелося стояти в черзі майже годину, щоб купити упаковку захисних масок, яку розкупили ще за півгодини. Деякі магазини накопичували запаси товарів, та підвищували ціни на них, тому місцеві регулятори торгівлі вимушені були застосувати проти них відповідні заходи. За словами експерта в галузі економіки Лея Ліміна, дефіцит не зменшиться до кінця лютого, коли більшість працівників повернеться з новорічних канікул.
22 січня 2020 року найбільша в Китаї платформа електронної комерції «Taobao», що належить Alibaba Group, заявила, що велика кількість захисних масок для обличчя на складах «Taobao» і «Tmall» не дозволить підвищувати на них ціни. Роздрібним торговцям будуть надаватися спеціальні субсидії. Також служба термінової доставки ліків «Alibaba Health» не буде закрита під час китайського Нового Року. Представники ще однієї провідної китайської платформи електронної комерції JD.com сказали: «Ми активно працюємо над забезпеченням стабільності поставок і цін від виробників, зберіганням та розповсюдженням товарів, контролю своєї платформи постачання і одночасно повністю забезпечуючи стабільність цін на власні товари „JD“», повідомлено, шо «JD.com» також здійснювала суворий контроль над товарами на своїй платформі. Стороннім постачальникам, які продають захисні маски, заборонено підвищувати ціни. Щойно буде підтверджено, що ціни сторонніх постачальників аномально зросли, компанія"JD" негайно прибере з полиць товари з аномально підвищеними цінами, і відповідним чином поведеться з постачальниками-порушниками. Інші великі платформи електронної комерції, зокрема «Sunning.com» і «Pinduoduo», також пообіцяли підтримувати стабільність цін на товари для захисту здоров'я.

###### Економіка
Згідно з дослідженням агентства «Morgan Stanley», яке зацитувало новинне агентство «Reuters», очікувалося, що економічне зростання Китаю у першій половині 2020 року сповільниться до 1,1 %, оскільки на економічну діяльність негативно вплине пандемія коронавірусної хвороби. Але 1 лютого 2020 року Народний банк Китаю заявив, що вплив епідемії на економіку Китаю був тимчасовим, і що основи довгострокового позитивного та високоякісного зростання Китаю залишаються незмінними. Наприкінці січня економісти передбачили V-подібне відновлення економіки Китаю. До березня цей прогноз став набагато непевнішим.
У зв'язку зі спалахом Шанхайська фондова біржа та Шеньчженьська фондова біржа повідомили, що зі схвалення Комісії з регулювання цінних паперів Китаю час закриття китайського нового року буде продовжено до 2 лютого, а торги відновляться 3 лютого. До цього, 23 січня, в останній день торгів акціями перед китайським Новим роком, усі 3 основні фондові індекси відкрилися зниженням, спричинивши падіння приблизно на 3 %, а індекс SSE Composite впав нижче 3000. 2 лютого, у перший торговий день після свята, 3 основні індекси навіть встановили рекордно низьке відкриття з близько 8 % падінням. До кінця дня падіння трохи скоротилося, приблизно до 7 %, індекс Шеньчженської біржі впав нижче 10 000 пунктів, загалом 3177 акцій на двох ринках впали.
Народний банк Китаю та Державна валютна адміністрація оголосили, що міжбанківський валютний ринок юаня, встановлення іноземної валюти до ринку та ринок іноземної валюти продовжать роботу у вихідні дні до 2 лютого 2020 року. Коли ринок відкрився 3 лютого, юань відразу знецінився відносно основних іноземних валют. Центральний паритетний курс юаня по відношенню до долара США відкрився на позначці 6,9249, що на 373 базисних пункти нижче, ніж у попередній торговий день. Юань впав нижче 7.00 ніж через годину після відкриття, і закрився на рівні 7.0257.
Світовий банк очікував зростання економіки Китаю лише на 0,1-2,3 %, що було найнижчим темпом зростання за десятиліття.
22 травня прем'єр Держради КНР Лі Кецян повідомив, що вперше в історії центральний уряд не встановлюватиме мету економічного зростання на 2020 рік, оскільки економіка скоротилася на 6,8 % порівняно з 2019 роком, а Китай зіткнувся з «непередбачуваною» ситуацією. Однак уряд також заявив про намір створити 9 мільйонів нових робочих місць у містах до кінця 2020 року.
У жовтні 2020 року повідомлено, що ВВП Китаю в третьому кварталі зріс на 4,9 %, що не відповідає очікуванням аналітиків (очікувалось на рівні 5,2 %). Однак це показує, що економіка Китаю справді стабільно оговтується від коронавірусного шоку, який спричинив найнижче зростання протягом кількох десятиліть. Щоб сприяти економічному зростанню, країна виділила сотні мільярдів доларів на великі інфраструктурні проекти, застосувала політику відстеження пересування населення, та запровадила суворі карантинні заходи для стримування хвороби. За даними Міжнародного валютного фонду, це єдина велика економіка, яка, як очікується, зростатиме у 2020 році.
До грудня 2020 року економічне відновлення Китаю прискорювалося на тлі зростання попиту на промислові товари. Британський Центр економіки та бізнес-досліджень спрогнозував, що «вміле управління пандемією» Китаю призведе до того, що китайська економіка перевершить Сполучені Штати Америки, та стане найбільшою економікою світу за номінальним ВВП у 2028 році, на 5 років раніше, ніж очікувалось до того.

##### Гонконг
У Гонконзі пройшли резонансні протести, в результаті яких за 8 місяців кількість туристів з материкового Китаю різко скоротилася. Епідемія коронавірусної хвороби створила додатковий тиск на туристичний сектор, унаслідок чого в нього розпочався тривалий період спаду. Зменшення кількості прибулих із третіх країн, які були більш стійкими протягом попередніх місяців, також було названо проблемою. Гонконг увійшов у рецесію, і агентство «Moody's» знизило кредитний рейтинг міста.
Також відновилося зростання активності протестів, оскільки ворожі настрої проти материкового Китаю посилилися через побоювання передачі коронавірусу з материкового Китаю, багато хто закликав закрити прикордонні пости, та відмовити у в'їзді з материкового Китаю. Інциденти включали низку бензинових бомб, кинутих у поліцейські відділки, саморобну бомбу, що вибухнула в туалеті, і сторонні предмети, кинуті на транзитні залізничні колії між Гонконгом і кордоном з материковим Китаєм. Задавалось питання, що жителі материкового Китаю можуть віддати перевагу поїздці до Гонконгу, щоб отримати безкоштовну медичну допомогу (що згодом було розглянуто урядом Гонконгу).
З моменту спалаху коронавірусної хвороби по всьому місту була розпродана значна кількість товарів, включаючи маски для обличчя та дезінфікуючі засоби (зокрема спирт і відбілювач). Тривалий період панічних покупок також спричинив відсутність у багатьох магазинах і немедичних товарів, таких як вода в пляшках, овочі та рис. У зв'язку зі скороченням запасів масок у світі уряд Гонконгу заборонив імпорт масок для обличчя.
Унаслідок пандемії коронавірусної хвороби управління освіти закрило всі дитячі садки, початкові школи, загальноосвітні та спеціальні школи до 17 лютого. У зв'язку з поширенням епідемії цей термін неодноразово продовжувався, поки 31 березня управління освіти не повідомило, що навчання в усіх школах буде призупинено на невизначений термін. Закриття освітніх закладів спричинило занепокоєння щодо ситуації зі студентами, які мали складати іспити наприкінці року, особливо в світлі зриву екзаменів, пов'язаного з протестами, який стався у 2019 році.
5 лютого провідна місцева авіакомпанія «Cathay Pacific» попросила 27 тисяч своїх співробітників добровільно взяти 3 тижні неоплачуваної відпустки до кінця червня. Раніше авіакомпанія скоротила кількість рейсів до материкового Китаю на 90 %, а загальну кількість рейсів — на 30 %.

##### Макао
4 лютого 2020 року всі казино в Макао було закрито на 15 днів. Усі казино знову відкрилися 20 лютого 2020 року, але кількість відвідувачів залишалася низькою внаслідок пандемії, а наприкінці лютого готелі були заповнені менше ніж на 12 %.

##### Японія

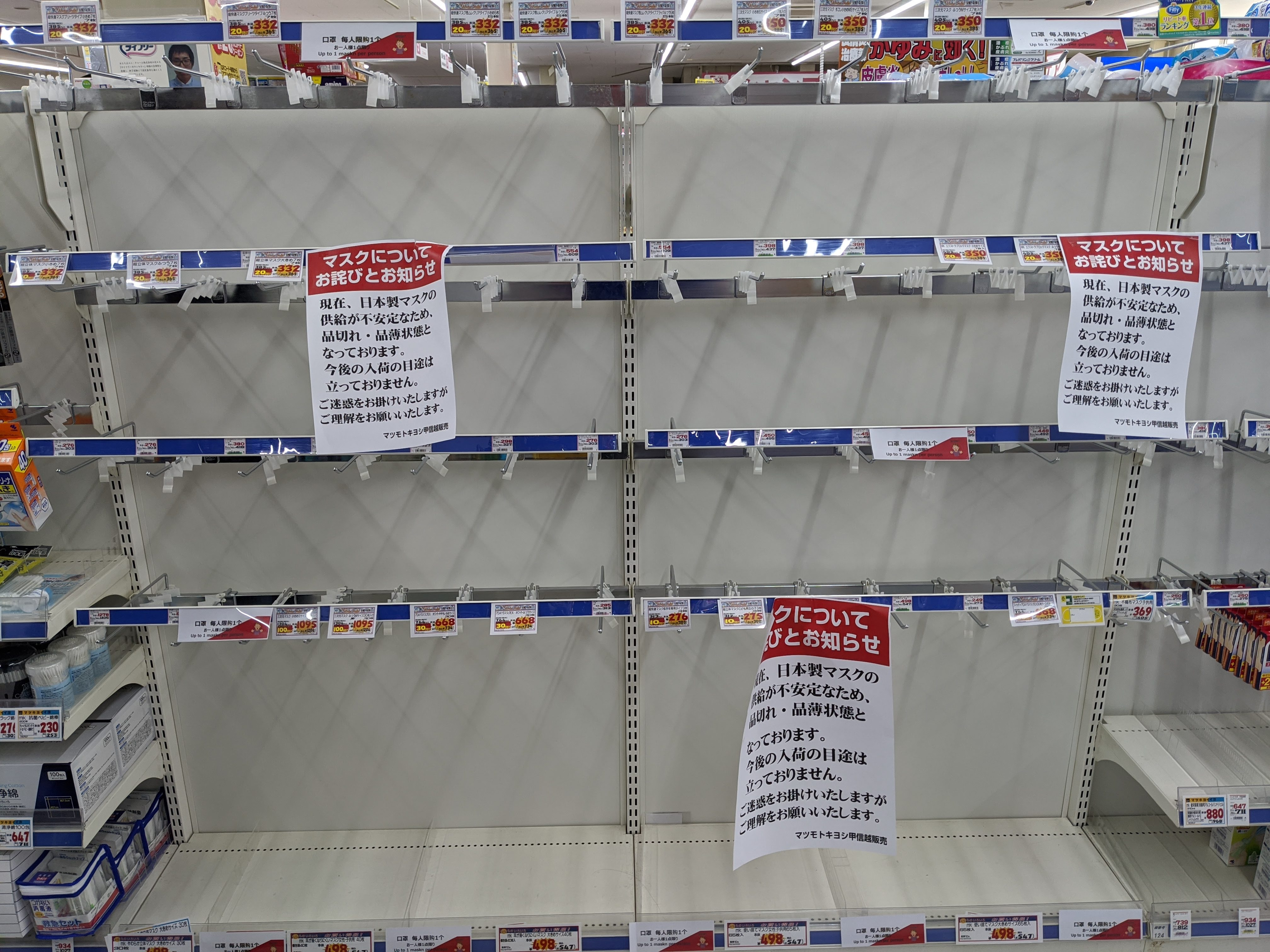
3 лютого 2020 року на полицях аптеки в Японії закінчилися захисні маски.

Прем'єр-міністр Японії Сіндзо Абе заявив, що «новий коронавірус має великий вплив на туризм, економіку та наше суспільство в цілому». По всій країні розпродані захисні маски, і їх запаси масок вичерпуються протягом дня після нових надходжень. На систему охорони здоров'я чинився великий тиск, оскільки зросли вимоги до обсягу огляду лікаря. Китайці на території Японії повідомляють про зростання дискримінації. У час, коли 1 лютого 2020 року повинні бути скасовані масові зібрання, міністр охорони здоров'я країни зазначив, що ситуація не дійшла до критичної точки.
Сектори авіації, роздрібної торгівлі та туризму повідомили про зниження продажів, а частина виробників скаржилася на збої на китайських заводах, у логістиці та ланцюгах постачання. Прем'єр-міністр Абе розглянув можливість надання екстреної грошової допомоги для пом'якшення впливу спалаху хвороби на туризм, 40 % якого припадало на громадян Китаю. Агентство «S&P Global» зазначило, що найбільше постраждали акції компаній, що займаються подорожами, косметикою та роздрібною торгівлею, тобто ті, які найбільше піддаються впливу китайського туризму. Компанія «Nintendo» оголосила, що відкладе доставку до Японії приставки «Nintendo Switch», яка виробляється в Китаї.
Спалах хвороби спричинив занепокоєння організаторів літніх Олімпійських іграх 2020 року, які мали відбутися в Токіо наприкінці липня. У зв'язку з цим уряд країни вживав додаткових заходів, щоб мінімізувати вплив спалаху. Оргкомітет Олімпіади в Токіо та Міжнародний олімпійський комітет стежили за перебігом спалаху в Японії.
27 лютого 2020 року прем'єр-міністр Сіндзо Абе розпорядився закрити всі початкові, молодші та середні школи в країні до кінця березня, тобто до кінця навчального року, щоб допомогти стримати поширення хвороби. Школи мали відкритися лише на наступний семестр після весняних канікул на початку квітня, і загальнонаціональне закриття торкнулося 13 мільйонів учнів.

##### Південна Корея

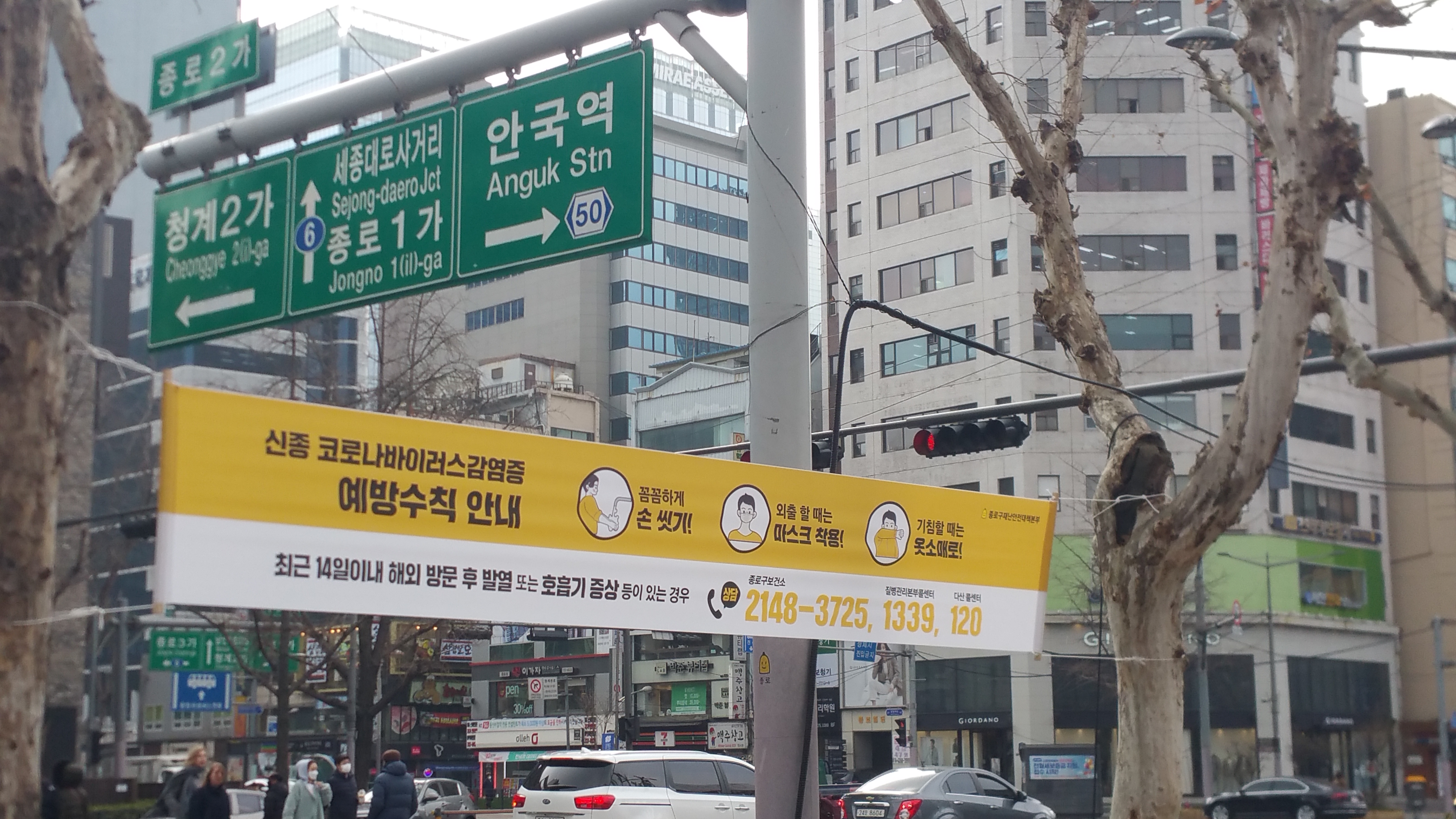
Банер із порадами щодо запобігання зараженню коронавірусом у Сеулі

5 лютого 2020 року Hyundai Motor Company була змушена призупинити виробництво в Південній Кореї у зв'язку з браком запасних частин.
19 лютого 2020 року повідомлено про різке зростання місцевої передачі коронавірусу в Південній Кореї, що простежувалася до церкви Сінчонджі, розташованої поблизу міста Тегу. За винятком міста Тегу та ураженої церковної громади, більша частина Південної Кореї жила майже нормальним життям, хоча 9 запланованих фестивалів були закриті, а роздрібні магазини, які не обкладалися податками, були закриті. Південнокорейське військове кадрове агентство повідомило, що призов з Тегу буде тимчасово призупинено. Управління освіти Тегу вирішило перенести відкриття всіх шкіл у регіоні на один тиждень.
Велику кількість навчальних закладів тимчасово закрили, включаючи десятки дитячих садків у Тегу та кілька початкових шкіл у Сеулі. Станом на 18 лютого більшість університетів Південної Кореї оголосили про плани перенести початок весняного семестру. Серед них 155 університетів, які планували відкласти початок семестру на 2 тижні до 16 і 22 березня, та університети, які планували відкласти початок семестру на 1 тиждень до 9 березня. Крім того, 23 лютого 2020 року видано розпорядження для всіх дитячих садків, початкових шкіл, середніх і старших шкіл про перенесення початку семестру з 2 на 9 березня.
Очікувалося, що економіка Південної Кореї зросте за рік на 1,9 %, що нижче, ніж 2,1 % за попередніми оцінками. Уряд виділив 136,7 мільярдів вон на підтримку органів місцевого самоврядування. Уряд також організував закупівлю масок та іншого гігієнічного обладнання.

##### Тайвань

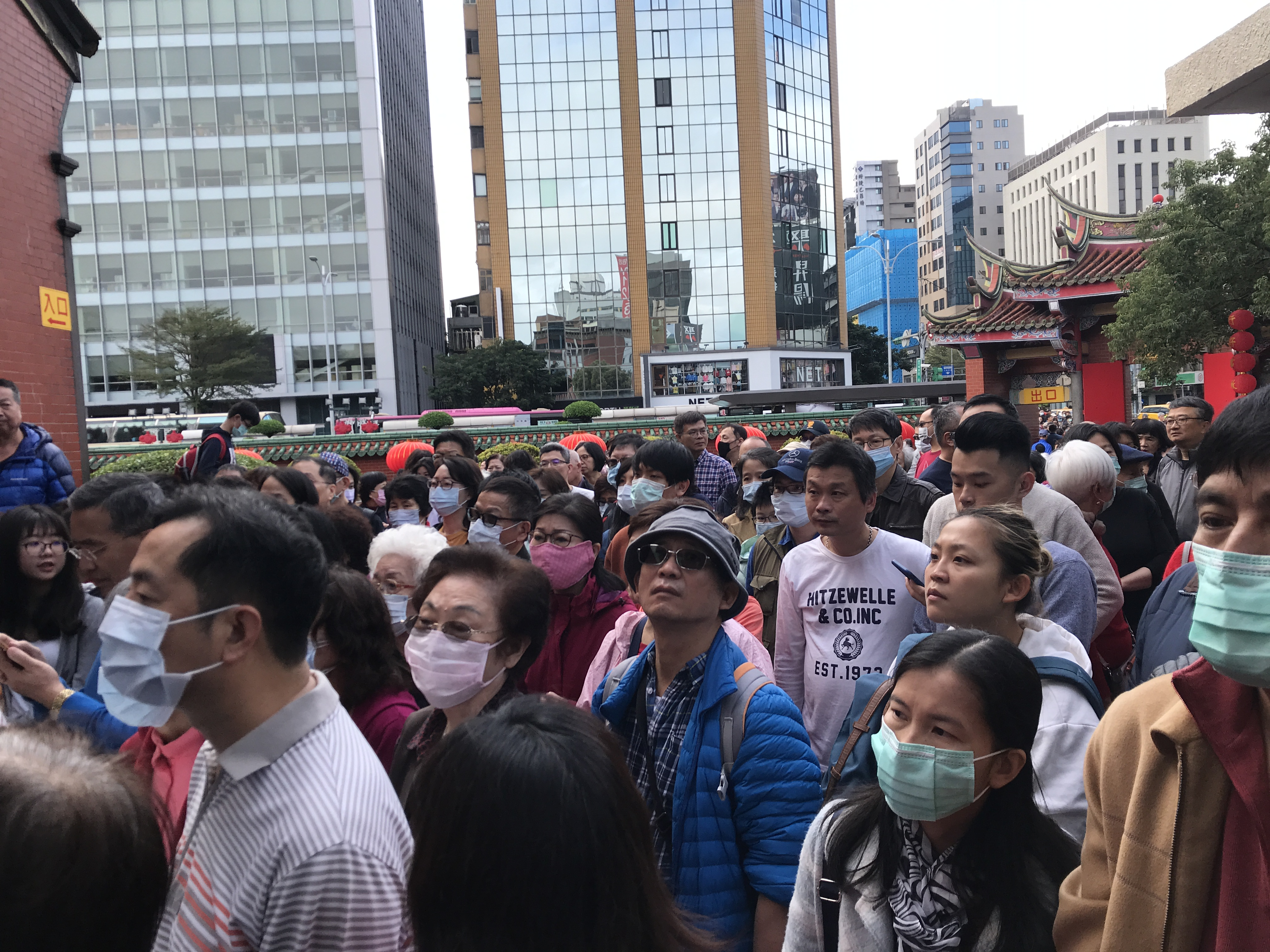
Жителі Тайваню в захисних масках

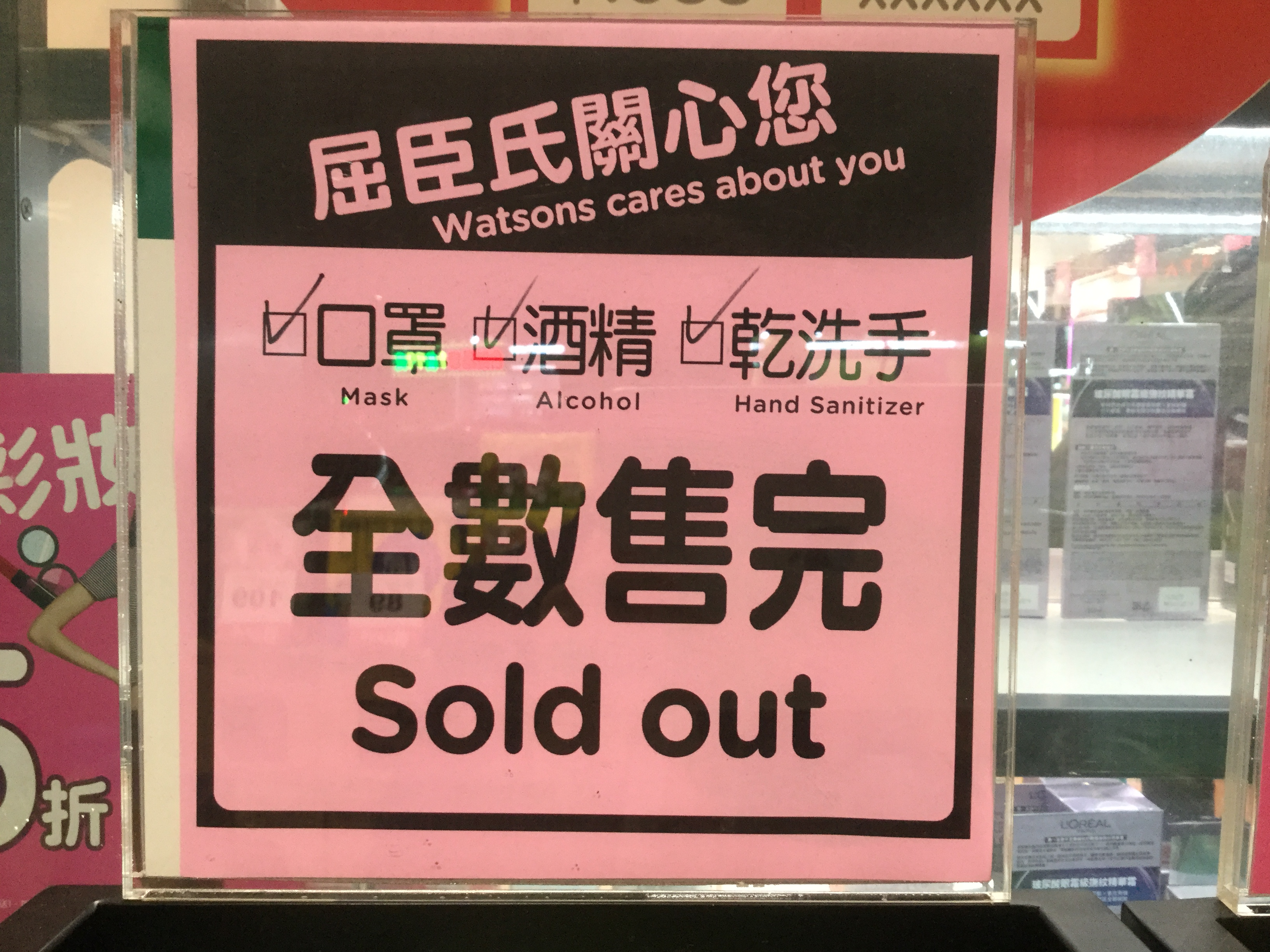
На Тайвані розкупили захисні маски та інше медичне обладнання

24 січня уряд Тайваню повідомив про тимчасову заборону на експорт захисних масок для обличчя на місяць, щоб забезпечити постачання масок для своїх громадян. 2 лютого 2020 року центральний керівний епідемічний центр Тайваню відклав відкриття початкових і середніх шкіл до 25 лютого. Тайвань також оголосив про заборону заходу круїзних суден у всі порти острова. У січні 2020 року Італія заборонила авіарейси з материкового Китаю, Гонконгу, Макао та Тайваню. 10 лютого Філіппіни оголосили, що заборонять в'їзд громадянам Тайваню через політику одного Китаю. Пізніше 14 лютого речник президента Філіппін Сальвадор Панело оголосив про скасування тимчасової заборони на в'їзд до країни жителям Тайваню.а початку лютого 2020 року центральний керівний епідемічний центр Тайваню звернувся з проханням про залучення збройних сил Тайваню для стримування поширення вірусу та створення захисту від нього. Солдатів відправили на заводи великих виробників масок, щоб допомогти укомплектувати 62 додаткові лінії виробництва масок, які на той час ще формувалися.
Прямі авіарейси тайванської авіакомпанії «China Airlines» до Риму були скасовані після того, як Італія оголосила про заборону прийому авіарейсів з Тайваню. З іншого боку, другий за величиною тайванський перевізник «Eva Air» також відклав запуск рейсів до Мілана і Пхукета. Обидві тайванські авіакомпанії скоротили численні напрямки польотів до материкового Китаю, залишивши лише рейси до 2 китайських міст, які все ще обслуговувалися.

#### Південна Азія

##### Індія
В Індії економісти очікували, що швидко після початку пандемії її вплив обмежиться ланцюжками поставок великих міжнародних компаній, особливо фармацевтичних препаратів, добрив, автомобілів, текстилю та електроніки. Також очікувався серйозний вплив на глобальну торговельну логістику внаслідок порушення ланцюжків постачання в материковому Китаї, але внаслідок комбінованого ризику із регіональною геополітичною напругою, ширшими торговими війнами та Брекзитом. Унаслідок пандемії COVID-19 фондовий ринок почав знижуватися. Фондовий індекс BSE SENSEX впав на 2919, а NIFTY 50 на 950 пунктів за один день, 12 березня 2020 року.
19 березня 2020 року уряд Індії заборонив експорт із країни апаратів штучної вентиляції легень, захисних/одноразових масок і текстильної сировини. У березні нафта впала до 18-річного мінімуму в 22 долари за барель, а іноземні портфельні інвестори вивели величезні суми з Індії, близько 571,4 мільйона доларів США. У той час як нижчі ціни на нафту скоротять дефіцит поточного балансу, зворотні потоки капіталу знову збільшать дефіцит. Рупія постійно знецінювалася. Малі та середні підприємства зазнали серйозних фінансових втрат.

##### Пакистан
Економіка Пакистану зіткнулася з дуже значним впливом спалаху коронавірусної хвороби, оскільки в кварталі перед пандемією економіка країни перебувала в умовах рецесії. Слабкий соціальний захист і низькі інвестиції в охорону здоров'я означали, що більшість жителів країни стикнуться з негараздами під час пандемії. Прогнози щодо економічних втрат від тримісячного карантину, який згодом було пом'якшено наприкінці травня 2020 року, вказували на те, що Пакистан зіткнеться зі своєю першою річною економічною рецесією з 1952 року. Враховуючи напруженість у бюджеті країни, громадянське суспільство та благодійні організації стали набагато активнішими у наданні допомоги населенню під час загальнонаціонального карантину.

##### Шрі-Ланка
У лютому 2020 року дослідницькі центри очікували, що економічний вплив на Шрі-Ланку обмежиться короткостроковим впливом на сектори туризму та транспорту.

#### Південно-Східна Азія

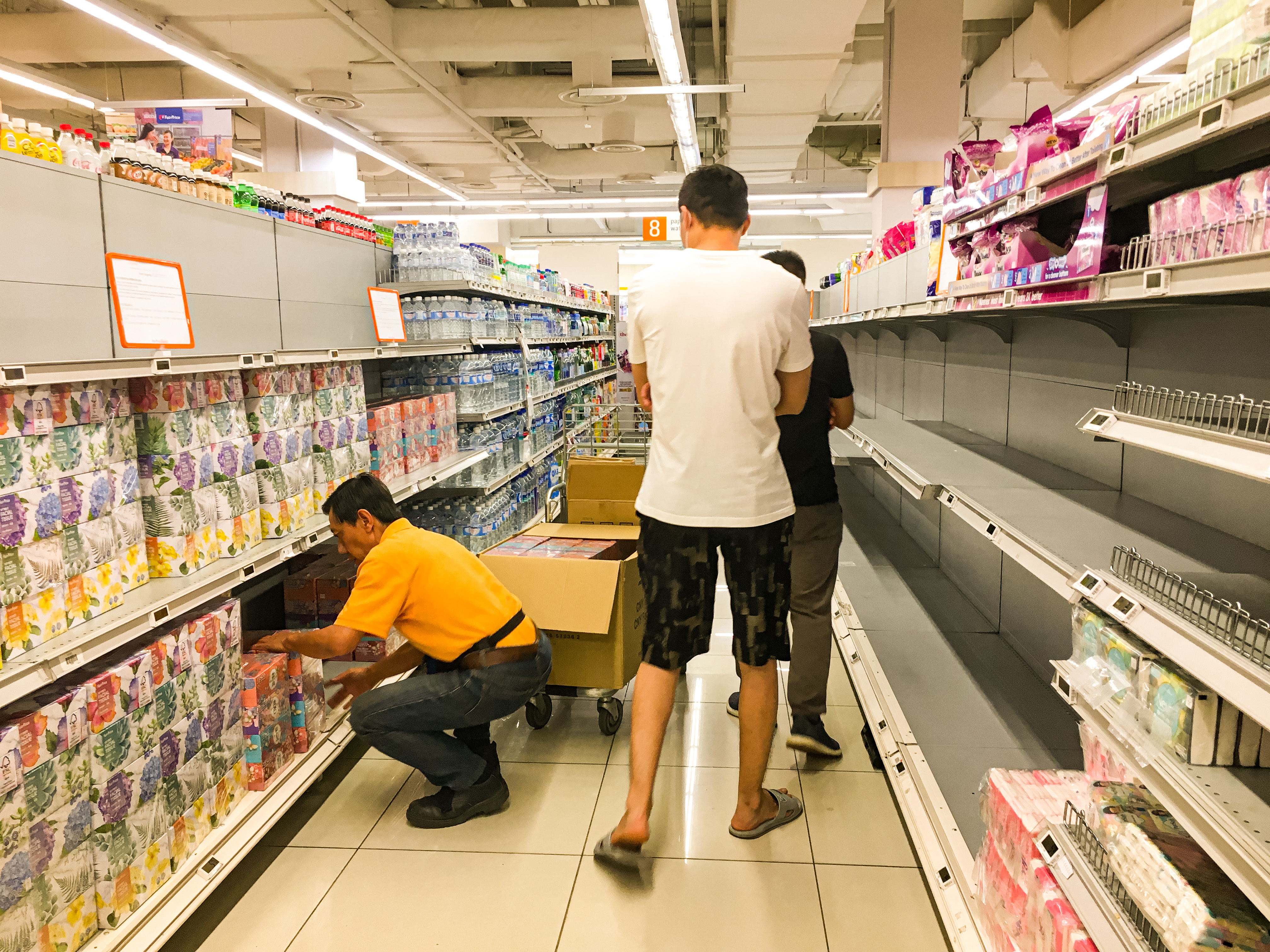
Побоювання щодо поширення коронавірусної хвороби призвели до паніки в Сінгапурі, що проявилась скуповуванням товарів першої необхідності

За прогнозами «Maybank», місто-держава Сінгапур буде однією з найбільш постраждалих країн серед членів Асоціації держав Південно-Східної Азії. Найбільш нагальною проблемою став сектор туризму, а також вплив на виробничі ланцюжки внаслідок перебоїв у роботі фабрик і логістики в материковому Китаї. У Сінгапурі розпочалися панічні покупки основних продуктів харчування, а також масок, термометрів і засобів гігієни, незважаючи на те, що уряд рекомендував не робити цього. Прем'єр-міністр країни Лі Сянь Лун сказав, що рецесія в країні є ймовірною і що економіка країни однозначно постраждає. 17 лютого міністерство торгівлі та промисловості Сінгапуру знизило прогноз зростання ВВП країни до –0,5 %–1,5 %. Це значною мірою було пов'язано з падінням туризму та запровадженням соціального дистанціювання. 26 березня міністерство торгівлі та промисловості заявило, що вважає, що економіка скоротиться на 1—4 % у 2020 році. Ця заява з'явилась після скорочення економіки приблизно на 2,2 % у першому кварталі 2020 року порівняно з тим самим кварталом 2019 року. 26 травня повідомлено, що економіка Сінгапуру скоротилася на 0,7 % у річному обчисленні, що було краще, ніж очікуване скорочення на 2,2 %. Однак міністерство торгівлі та промисловості повідомило, що переглядає свої очікування щодо скорочення економіки Сінгапуру в 2020 році на 4—7 %. Економісти не встигали за прогнозами, зменшуючи свої цифри. Еубен Паракуельєс з видання «Nomura» писав, що хоча деякі економіки АСЕАН змогли стримувати поширення коронавірусу, наявність невизначеності в світі означає, що будь-яке відновлення регіону буде частковим. Наприклад, хоча Таїланду вдалося стримати поширення коронавірусу, він не був відкритий для туризму, який становить значну частину його економіки.
Прем'єр-міністр Камбоджі Гун Сен здійснив спеціальний візит до Китаю з метою продемонструвати підтримку Камбоджею Китаю в боротьбі зі спалахом хвороби.
Економісти «Maybank» назвали Таїланд як одну з країн з найбільшим ризиком падіння економіки, оскільки загроза впливу спалаху хвороби на туризм спричинить падіння тайського бата до мінімуму за 7 місяців.

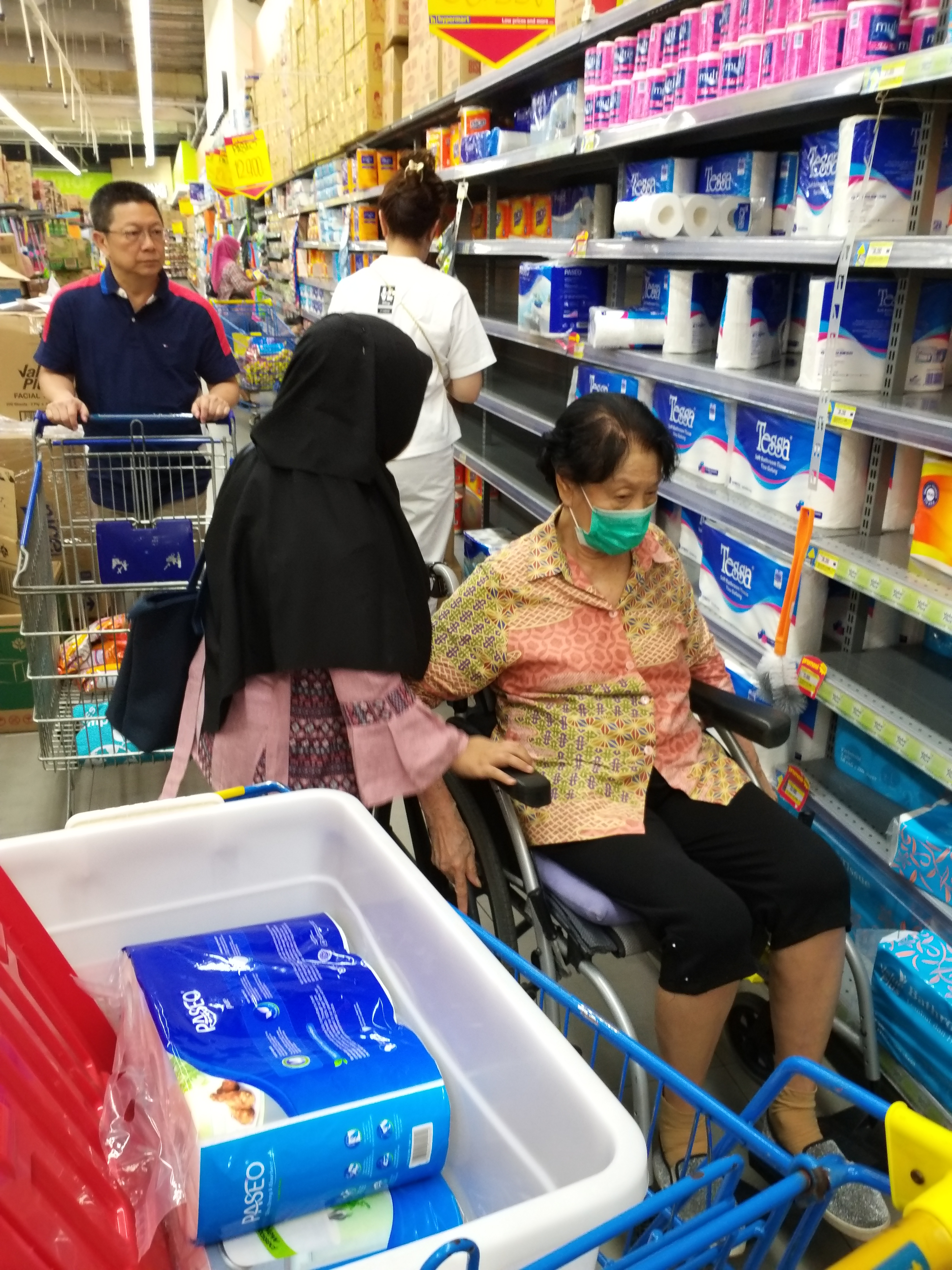
Панічні покупки в індонезійському супермаркеті.

Понад 10 тисяч китайських туристів в Індонезії скасували поїздки та рейси до основних туристичних напрямків, таких як Балі, Джакарта, Бандунг, через побоювання інфікування коронавірусом. Багато відвідувачів з Китаю стояли в чергах до індонезійських установ з проханням продовжити час перебування в країні. Панічні покупки також охопили столицю країни Джакарту. Про перші зареєстровані випадки COVID-19 уряд повідомив 3 березня.
У Малайзії економісти передбачали, що спалах хвороби негативно вплине на ВВП країни, торгівлю та інвестиційні потоки, ціни на товари та кількість туристів. З'явились чутки про те, що велогонку «Тур Лангкаві» скасували, але організатори заявили, що вона продовжить проводитись у звичайному режимі. Незважаючи на це, дві китайські велокоманди «Hengxiang Cycling Team» і «Giant Cycling Team» були відсторонені від участі в цій гонці через побоювання завезення коронавірусу. Оскільки ситуація із поширенням хвороби погіршилася погіршилася, частина з музикантів, зокрема Кенні Джі, Джей Чоу і Джої Юнг, вирішили провести заплановані концерти в країні, концерти та фестивалі «The Wynners», «Super Junior», «Rockaway Festival» і Міріам Єунг, були перенесені на майбутнє, а майбутній концерт «Seventeen» було скасовано.
Філіппіни повідомили, що ВВП країни скоротився у 2020 році на 9,5 %, що є найгіршим падінням з часів Другої світової війни. Останнє падіння за рік у країні відбулося в 1998 році під час азійської фінансової кризи, коли її ВВП зменшився на 0,5 %. Скорочення у 2020 році також було гіршим, ніж скорочення на 7 % у 1984 році.
Очікувалося, що В'єтнам, який раніше ввів карантинні обмеження, щоб запобігти поширенню коронавірусу, буде єдиною економікою в регіоні Південно-Східної Азії, яка, як очікувалося, зростатиме у 2020 році.

#### Близький Схід

##### Іран
26 березня Хассан Рухані попросив вивести 1 мільярд доларів із Національного фонду розвитку, і Алі Хаменеї дозволив вивести кошти протягом 11 днів. 28 березня Рухані оголосив, що 20 % річного бюджету країни буде виділено на боротьбу з коронавірусом. Наступного дня він захищався від критики щодо реакції уряду на спалах хвороби, заявивши, що йому потрібно зважати на захист економіки країни, яка вже постраждала від санкцій США, одночасно борючись із найгіршим спалахом у регіоні.

##### Ізраїль
Ізраїль був однією з країн, які найбільше постраждали від пандемії COVID-19, одночасно зіткнувшись із значною економічною кризою. Станом на 1 квітня 2020 року рівень безробіття в країні досяг 24,4 %. Лише в березні більше 844 тисяч осіб звернулися за допомогою по безробіттю, 90 % з яких були відправлені в неоплачувану відпустку через пандемію. Після найшвидшої та найуспішнішої у світі кампанії вакцинації з використанням вакцини Pfizer-BioNTech Ізраїль видавав «зелені паспорти» для осіб, які отримали другу дозу вакцини; ці паспорти дозволяють безстроковий доступ до багатьох місць і зручностей, які раніше були доступні лише для тих, хто має негативний результат тесту на COVID-19.
Станом на 29 березня 2021 року 5227689 жителів Ізраїлю отримали принаймні 1 дозу вакцини, з яких 4739694 отримали 2 дози вакцини.
30 березня 2020 року прем'єр-міністр Беньямін Нетаньягу оголосив про запровадження пакету порятунку економіки на загальну суму 80 мільярдів шекелів (22 мільярди доларів США), заявивши, що це становить 6 % ВВП країни. Гроші будуть спрямовані на охорону здоров'я (10 мільярдів шекелів); соціальну допомога та виплати по безробіттю (30 мільярдів шекелів), допомога малому та великому бізнесу (32 мільярди шекелів), а також фінансове стимулювання (8 мільярдів шекелів).
Ізраїль погодився заплатити Росії за відправку до Сирії доз вакцини «Спутник V» російського виробництва в рамках угоди про обмін полоненими за посередництва Росії.
У 2020 році економіка Ізраїлю скоротилася на 2,4 % після зростання на 3,4 % і 3,5 % у 2019 і 2018 роках відповідно. Це значно нижче, ніж у єврозоні, де економіка впала на 5 %.

##### Саудівська Аравія
27 лютого Саудівська Аравія призупинила поїздки до Мекки та Медини внаслідок епідемії коронавірусної хвороби. Це завадило іноземцям дістатися до священного міста Мекки та Кааби. Також було призупинено проїзд до мечеті Мухаммеда в Медині. Зображення спорожненого шахна Великої мечеті Мекки, де паломники зазвичай здійснюють таваф навколо Кааби, стали вірусними в соціальних мережах.

##### Об'єднані Арабські Емірати
Повідомлено, що пандемія COVID-19 вплинула на сектор нерухомості в ОАЕ, який вже роками стикається з дисбалансом між попитом і пропозицією. Дубайські фірми нерухомості «Emaar Properties» і «DAMAC Properties» повідомили про збитки після початку спалаху COVID-19. Компанія «Emaar» повідомила про втрату чистого прибутку на 58 %, тоді як «DAMAC Properties» повідомила про чистий збиток у 1,04 мільярда дирхамів у 2020 році.
У березні 2021 року обмеження глобального ланцюга постачання сильно вплинули на ділову діяльність в Дубаї, який намагався оговтатися від наслідків пандемії хвороби. «IHS Markit» склав індекс менеджерів із закупівель Дубая, який піднявся до 51 з 50,9 у лютому 2021 року, врятувавши від приземлення в зоні скорочення лише один пункт. Глобальні труднощі з постачанням також призвели до обмеження норми прибутку, оскільки потреба у відновленні попиту змусила фірми знизити витрати на виробництво.

##### Йорданія
Реальний ВВП Йорданії впав у 2020 році на 1,6 % внаслідок різкого скорочення туризму, одного з найважливіших секторів економіки країни. ВВП туристичної галузі впав на 3 %. Малі та середні підприємства менш постраждали від пандемії, ніж великі підприємства. 50 % опитаних банків повідомили про збільшення пропозиції кредитів для малих і середніх підприємств, тоді як 25 % повідомили про зменшення. Для корпоративних клієнтів збільшення пропозиції кредитів склало 25 %, а 45 % повідомили про скорочення. Рівень безробіття в країні досяг 25 % у 2021 році, що є найвищим показником за понад 25 років. Проте макроекономічну стабільність було збережено, і Міжнародний валютний фонд очікує помірних темпів зростання економіки у 2022 (2,7 %) та 2023 (2,7 %) за прогнозами, наданими у звіті «World Economic Outlook» за жовтень 2021 року. У першому півріччі 2021 року реальний ВВП країни зріс на 3,2 %.

### Європа

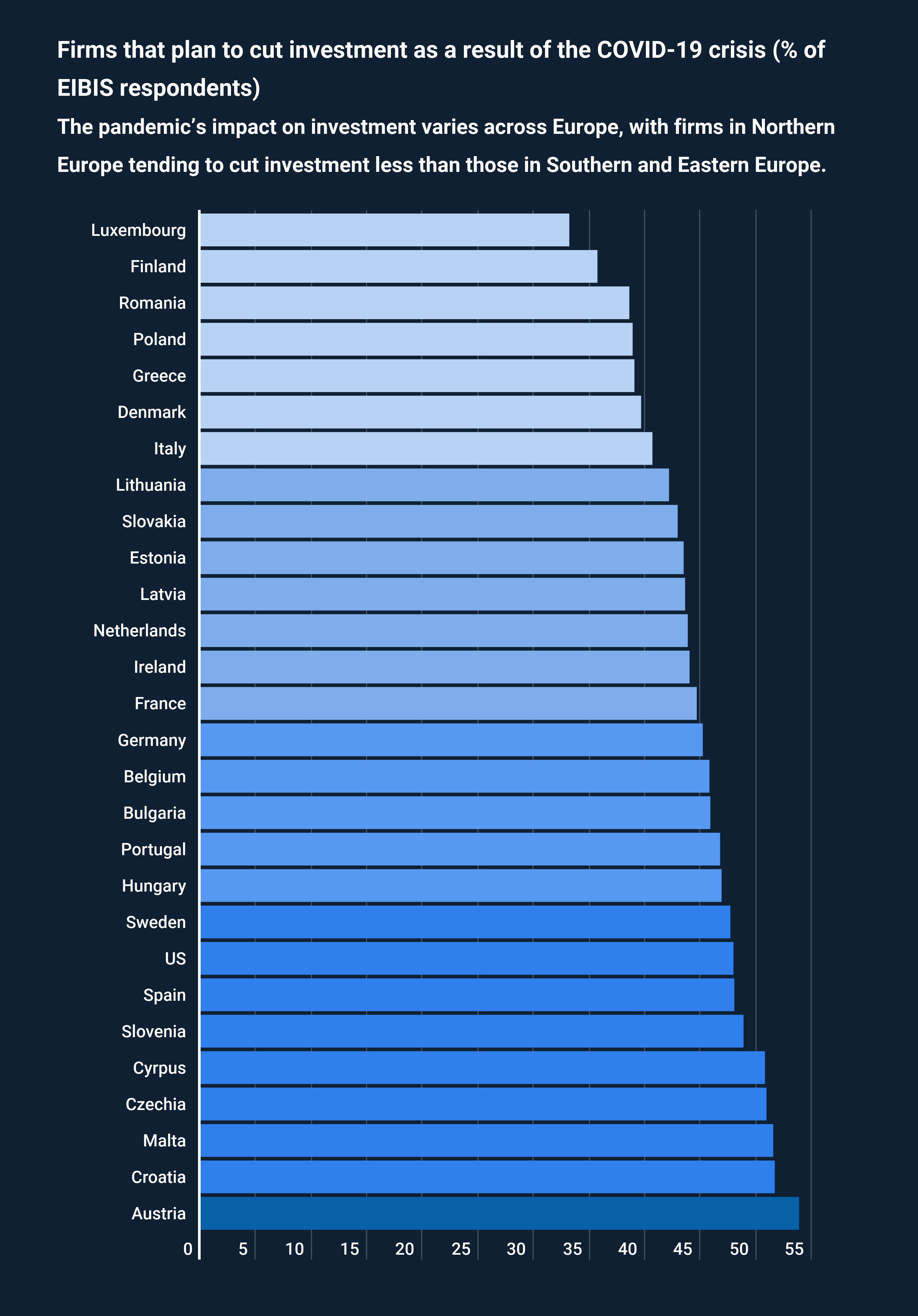
Опитування інвестицій Європейського інвестиційного банку у 2020 році

В Іспанії велика кількість експонентів (включно з китайськими компаніями «Huawei» та «Vivo») оголосили про плани припинити або скоротити свою присутність на виставці бездротової індустрії в Барселоні Mobile World Congress через занепокоєння щодо поширення коронавірусу. 12 лютого 2020 року генеральний директор GSMA Джон Гоффман повідомив, що подію скасовано, оскільки через занепокоєння поширенням хвороби її проведення було неможливим.
Унаслідок збільшення попиту на маски 1 лютого 2020 року більшість масок було розпродано в португальських аптеках. 4 лютого президент країни Марселу Ребелу де Соза визнав, що епідемія нового коронавірусу в Китаї «впливає на економічну діяльність дуже потужно, і, таким чином, впливає або може вплинути на економічну діяльність у всьому світі». Він також визнав можливість економічних потрясінь внаслідок зупинки підприємств. 28 лютого уряд Швейцарії заборонив усі публічні та приватні зібрання понад 1000 осіб до 15 березня, включно з примусовим скасуванням Женевського міжнародного автосалону.
Європейський комісар з питань внутрішнього ринку та послуг Тьєррі Бретон попросив сервіси потокового відео, що працюють в ЄС, зменшити пропускну спроможність, яку використовують їхні сервіси, щоб зберегти пропускну здатність та інфраструктуру. Netflix і YouTube виконали це прохання.
Згідно з опитуванням щодо інвестицій, проведеним Європейським інвестиційним банком, європейські фірми втратили в середньому одну чверть свого валового доходу в другому кварталі 2020 року. Втрата була значно більшою, ніж падіння, яке зазнали підприємства під час світової фінансової кризи 2008 року та європейської кризи державного боргу 2010 року.
За оцінками Європейського інвестиційного банку корпоративні інвестиції в ЄС можуть впасти на 31—52 % навіть за більш сприятливих сценаріїв внаслідок пандемії. Представники банку також підрахували, що навіть після сильного втручання політики 51–58 % компаній ЄС стикаються з нестачею ліквідності після 3 місяців карантину. 34 % підприємств також зробили висновок, що їх спроможність фінансувати внутрішні інвестиції знизиться в найближчі 12 місяців. Група Європейського інвестиційного банку створила загальноєвропейський гарантійний фонд на 25 мільярдів євро, щоб допомогти малому бізнесу відновитися після кризи COVID-19. Завдяки цьому гарантійному фонду група ЄІБ у партнерстві з місцевими кредиторами та національними рекламними установами може збільшити підтримку малих і середніх компаній.
Малий бізнес значно постраждав від пандемії COVID-19 та карантину під час неї. Багатьом із них також не вистачало технологічних інструментів, щоб вижити в безпрецедентному середовищі. Ще гіршим є те, що в європейських регіонах, які найбільше постраждали від пандемії, малий бізнес зазвичай менш цифровізований. Менш ніж 20 % європейських малих і середніх підприємств високо оцифровані, тоді як майже 50 % великих корпорацій оцифровані, що має економічний вплив. Малі підприємства є двигуном європейської економіки, і вони відіграють життєво важливу роль у економічному відновленні та зростанні. Ці підприємства потребують фінансової підтримки для цифровізації.
Внаслідок пандемії COVID-19 49 % підприємств у Європейському Союзі спостерігалося падіння продажів у 2021 році, порівняно з 21 %, у яких спостерігалося зростання. Оцифрований бізнес протистояв пандемії краще, ніж підприємства, які були менш продуктивними до кризи. Продажі впали більше в малого бізнесу, щонайменше на 25 %, ніж для середнього або великого бізнесу. У відповідь на зменшення продажів 23 % компаній зменшили свої інвестиційні наміри, тоді як лише 3 % мали намір збільшити свої інвестиції. Частка компаній, які інвестували, впала з 86 % у 2019 році до 79 % у 2021 році.
Програми відпустки та короткострокової зайнятості в Європейському Союзі зберегли людей на роботі, тоді як правила банкрутства для підприємств були обмежені, що дозволило працівникам зберегти свої робочі місця. Значна частина підприємств скористалася політичною підтримкою подолання епідемії COVID-19 у всіх регіонах ЄС. Найпоширенішими формами допомоги в усіх сферах були субсидії чи інші безповоротні заходи підтримки, включаючи підтримку програм відпустки. У регіонах ЄС існувала нерівність. Порівняно з підприємствами в менш розвинутих регіонах (40 %) або регіонах, де не було згуртованості (37 %), компанії в регіонах з перехідною економікою мали менше шансів отримати субсидії (28 %).
З початку 2020 року підприємства в ЄС, які застосовували передові цифрові технології та інвестували в цифрові технології під час пандемії, збільшили кількість працівників. Після спалаху COVID-19 кількість нецифровізованих підприємств, які скоротили свою діяльність, також була більшою, ніж частка нецифровізованих компаній, які мали позитивний ріст кількості робочих місць. Нецифровізовані компанії мали негативний чистий баланс зайнятості.
У Східній Європі (разом із Центральною Азією) спостерігалося різке падіння економічної активності внаслідок COVID-19. ВВП у регіоні впав у 2020 році у середньому на 4 %, причому особливо сильно постраждали підприємства в галузях послуг з інтенсивним контактом. Проте рівень державної підтримки був дуже великим, а фіскальні заходи становили близько 6 % ВВП. Більшість підприємств зазнали збитків у 2020 та/або 2021 роках, причому 13 % все ще прогнозували, що вони не зможуть оговтатися від втрати бізнесу в період пандемії до 2022 року.
У порівнянні з останнім кварталом 2019 року рівень інвестицій у кількох країнах знизився або залишився без змін у другому кварталі 2022 року. Винятком є Данія, Італія, Ірландія та Швеція, де рівень інвестицій зріс більш ніж на 10 %. В інших країнах інвестиції впали на 13 %, наприклад у Словаччині та Болгарії.

#### Вірменія
Уряд Вірменії намагався протистояти впливу пандемії, запровадивши заходи пом'якшення наслідків епідемії та карантину. Це негативно вплинуло на підприємства у країні, які або припинили роботу, або не працювали з тією ж потужністю, як раніше. Одним із наслідків цього став шок пропозиції. Шок пропозиції спричинив різке зниження продажів. Компанії розпочали проводити скорочення робочого часу та заробітної плати, а також скорочення робочої сили. Це призвело до скорочення доходу на душу населення.
За оцінками МВФ, внесок витрат на кінцеве споживання у країні в 2020 році зменшився на 2,1 % (з 3,3 % до 1,2 %). Зменшення виробництва призвело до падіння доходів від корпоративного податку. Крім того, різко зросли державні витрати на допомогу компаніям і домогосподарствам. Однак це спричинило дефіцит бюджету та зростання зовнішнього боргу.
Фінансові труднощі, викликані пандемією, також вплинули на погашення кредитів і призвели до різкого зменшення заощаджень. Національна статистична служба Вірменії зазначила, що за перші 3-4 місяці 2020 року зарплати підвищилися на 6,8 %, що допомогло жителям країни під час пандемії. Організація Об'єднаних Націй оцінила, що співвідношення позики/ВВП, яке станом на вересень 2020 року становило 52,1 %, призведе до загального зниження показників кредитного портфеля, оскільки багато позик залишаться непогашеними. Обмеження на міжнародні поїздки під час пандемії вплинули на міжнародну торгівлю товарами та послугами. Прогнози МВФ у 2020 році передбачали зниження (загалом на 60 %) притоку особистих грошових переказів та прямих іноземних інвестицій.
Близько 26 мільярдів драмів (55 мільйонів доларів США), згідно з офіційною оцінкою, було виділено на реалізацію 13 програм соціальної допомоги. Більшу частину витрат (25 мільйонів доларів США) було спрямовано на підтримку зарплати працівників у постраждалих галузях, потім йдуть виплати на сім'ю (15 мільйонів доларів США) та субсидії на рахунки за електроенергію (10 мільйонів доларів США). Кожен учасник отримав одноразову виплату від 53 до 270 доларів США.
Унаслідок пандемії економіка Вірменії не змогла створити достатньо заощаджень для фінансування інвестицій. Водночас економіка Вірменії була не в змозі генерувати достатню кількість експорту для фінансування імпорту, що призвело до зростання дефіциту торговельного балансу приблизно на 2,9 мільярда доларів США у 2019 році. Пандемія COVID-19 негативно вплинула на економіку Вірменії, і в результаті ВВП країни впав у середньому на 5,3 % з січня по серпень 2020 року.

#### Франція
8 квітня 2020 року Банк Франції офіційно оголосив, що французька економіка перебуває в рецесії, скоротившись на 6 % у першому кварталі 2020 року.

#### Німеччина
За даними Deutsche Bank, спалах нового коронавірусу може сприяти рецесії в Німеччині.

#### Ірландія
До середини березня майже 3 % населення Ірландії — 140 тисяч осіб (включаючи 70 тисяч працівників ресторанів, 50 тисяч працівників пабів і барів) — втратили роботу через обмеження, запроваджені для сповільнення поширення хвороби. Кількість людей у зазвичай жвавих районах Дубліна, таких як Графтон-стріт, зменшилася до рівня, який був у 60-х, 70-х і 80-х роках ХХ століття.
16 березня міністр у справах зайнятості та соціального захисту Регіна Доерті оголосила про виплату допомоги з безробіття внаслідок пандемії COVID-19. Спочатку вона була доступна протягом 6 тижнів, але 5 червня виплати були продовжені ще на 9 тижнів.
15 травня міністр бізнесу, підприємництва та інновацій Хізер Хамфріс оголосила деталі нового «гранту на перезапуск» у розмірі 250 мільйонів євро, який надасть пряму грантову допомогу від 2 до 10 тисяч євро малому бізнесу, щоб допомогти їм покрити витрати, пов'язані з повторним відкриттям та повторним працевлаштуванням працівників після закриття через COVID-19.
22 травня уряд Ірландії підписав додаткове фінансування в розмірі 6,8 мільярда євро для Департаменту у справах зайнятості та соціального захисту, оскільки на початку наступного місяця він мав досягти цьогорічного ліміту витрат.
23 липня уряд Ірландії запустив липневий пакет стимулювання зайнятості вартістю 7,4 мільярда євро, який складається з 50 заходів, спрямованих на прискорення економічного відновлення та повернення людей до роботи. Ці заходи включали продовження виплати по безробіттю внаслідок пандемії COVID-19 до квітня 2021 року та заміну тимчасової схеми субсидування заробітної плати на COVID-19 на схему субсидії заробітної плати з вересня 2020 року, яка діятиме до квітня 2021 року.
7 вересня 2020 року після появи нових даних, опублікованих центральним статистичним управлінням країни, повідомлено, що Ірландія офіційно перебуває в рецесії після того, як економіка скоротилася на 6,1 % у період з квітня по червень, оскільки вплив COVID-19 спричинив найбільше квартальне падіння за всю історію.

#### Італія
21 лютого щонайменше 10 міст у регіонах Ломбардія та Венето в Італії із загальним населенням 50 тисяч осіб були закриті на карантин після спалаху в місті Кодоньо в Ломбардії. Поліція ввела комендантську годину, закривши всі громадські будівлі та контролюючи доступ через поліцейські контрольно-пропускні пункти до так званої «червоної зони», порушення меж якої каралось штрафом для осіб, які не є працівниками охорони здоров'я чи постачання. Уряд прем'єр-міністра Джузеппе Конте повідомив, що направлення збройних сил для забезпечення карантину є цілком можливим. По всій Північній Італії закрито школи та університети, а також музеї, а з 23 лютого скасовано різноманітні свята, концерти, спортивні заходи та церковні меси. 4 березня закрито всі школи та університети по всій території країни.
Повідомлялося, що постійні панічні покупки продуктів привели до спустошення супермаркетів, а кілька великих заходів було скасовано, зокрема щорічний Венеційський карнавал, а також 23 лютого міністерством спорту скасовано футбольні матчі Серії А. Занепокоєння щодо Міланського тижня моди призвело до того, що кілька будинків моди оголосили, що вони будуть проводити лише трансляції закритих показів без глядачів. Станом на 26 лютого 2020 року в Італії було зареєстровано 456 випадків зараження коронавірусом, 190 з яких також були підтверджені центральним інститутом санітарії.
Станом на 12 березня 2020 року кількість випадків хвороби в Італії зросла до 15113, у тому числі 1016 померли. 9 березня 2020 року в Італії запроваджено загальнонаціональний карантин. З 10 березня 2020 року всім мешканцям країни була потрібна спеціальна перепустка для виходу з дому. 11 березня 2020 року всі магазини та підприємства були закриті, крім продовольчих магазинів та аптек. Після «декрету Состеньї» від 23 березня 2021 року уряд Італії скасував заборону на роботу підприємств з 1 липня за винятком галузей текстилю, моди та взуття, для яких її було продовжено до 31 жовтня.

#### Португалія
Унаслідок збільшення попиту на маски 1 лютого 2020 року в аптеках Португалії більшість масок було розпродано.
4 лютого президент Португальської Республіки Марселу Ребелу де Соза визнав, що епідемія нового коронавірусу в Китаї «впливає на економічну діяльність дуже потужної економіки і, таким чином, впливає або може вплинути на економічну діяльність у світі». Він також допускав можливість економічних потрясінь внаслідок зупинки підприємств.

#### Туреччина
Триваюча економічна криза в Туреччині посилилась з початком пандемії COVID-19. Продажі турецьких товарів у всьому світі впали внаслідок уповільнення світової економіки. Президент країни Реджеп Тайїп Ердоган знизив процентні ставки наприкінці 2021 року у відповідь на сплеск інфляції турецької ліри.

#### Велика Британія
13 лютого 2020 року британський виробник важкого обладнання JCB повідомив про плани скоротити робочі години та виробництво внаслідок дефіциту в ланцюжку поставок, спричинений спалахом коронавірусної хвороби.
5 березня 2020 року британська авіакомпанія «Flybe» розвалилася, втративши 2 тисячі робочих місць через те, що не змогла отримати фінансову підтримку. Авіакомпанія заявила, що в її краху частково винен вплив пандемії коронавірусної хвороби. «Flybe» забезпечувала більше половини внутрішніх рейсів Великої Британії за межі Лондона.
Під час пандемії експорт багатьох харчових продуктів і напоїв із Великої Британії значно скоротився, зокрема шотландського віскі. Виробники алкогольних напоїв були змушені закритися на деякий час, і індустрія гостинності в усьому світі переживала серйозний спад. Згідно з повідомленнями новин у лютому 2021 року, сектор шотландського віскі втратив продажі на 1,1 мільярда фунтів стерлінгів. Заголовок BBC News від 12 лютого 2021 року підсумував ситуацію: "Експорт шотландського віскі впав до «найнижчого рівня за десятиліття».
Туризм у Великій Британії (відвідувачами як з Великої Британії, так і з інших країн) суттєво скоротився через обмеження на подорожі та карантини. Протягом більшої частини 2020 року та до 2021 року поїздки у відпустку були заборонені, а в'їзд до Великобританії був дуже суворо обмежений. Наприклад, ділові поїздки скоротилися майже на 90 % порівняно з попередніми роками. Це не тільки вплинуло на доходи від туризму, але й призвело до втрат робочих місць.

### Північна Америка

#### Канада
4 березня прем'єр-міністр Канади Джастін Трюдо оголосив про створення нового комітету кабінету міністрів для розробки заходів боротьби з коронавірусною хворобою. Через тиждень, 11 березня, уряд оголосив про створення фонду реагування на COVID-19 у розмірі 1 мільярд канадських доларів, який включав внесок у розмірі 50 мільйонів доларів для Всесвітньої організації охорони здоров'я та додаткові 275 мільйонів доларів для фінансування досліджень коронавірусу в Канаді.
13 березня Банк Канади знизив цільову ставку овернайт на 50 базисних пунктів до 0,75 % в позаплановому рішенні про ставку, посилаючись на негативні потрясіння для економіки Канади, спричинені пандемією COVID-19 і нещодавнім різким падінням цін на нафту. У червні 2020 року Канада втратила потрійний кредитний рейтинг «А».

#### Мексика
Національний інститут статистики та географії Мексики повідомив, що рівень безробіття в Мексиці зріс з 3,6 % у січні 2020 року до 3,7 % у лютому 2020 року. Неформальний сектор економіки зріс до 56,3 % у лютому порівняно з 56,0 % у лютому 2019 року. Менше половини мексиканців мали оплачувану відпустку через хворобу або медичне обслуговування. Банк BBVA México прогнозував падіння економіки у 2020 році на 4,5 %, тоді як аналітики «Capital Economics» у Лондоні стверджували, що уряд має зробити більше для підтримки економіки. Лондонське агентство прогнозувало скорочення мексиканської економіки на 6 % у 2020 році. Перше кредитно-рейтингове агентство Латинської Америки HR Ratings заявило, що ефективність економіки залежатиме від реакції уряду на кризові явища під час пандемії COVID-19.
Мексиканська фондова біржа впала до рекордно низького рівня 10 березня 2020 року через побоювання поширення коронавірусу та через падіння цін на нафту. Банк Мексики втрутився, щоб підтримати вартість песо, яка впала на 14 %. На світових ринках спостерігалося падіння, подібне до падіння 1987 року. Національна туристична бізнес-рада у березні надіслала два листи голові апарату президента Мексики Альфонсо Ромо, в яких висвітлювалася важливість туризму для економіки та просили підтримку уряду для сектора. Туризм забезпечує 4 мільйони робочих місць у Мексиці, а 93 % туристичних компаній мають 10 або менше працівників. COVID-19 змусив закрити 4 тисяч готелів (52400 номерів) і 2 тисячі ресторанів, а авіаіндустрія втратила 30 мільярдів мексиканських песо (1,3 мільярда доларів США) до березня. Асоціація автомобільних дилерів Мексики передбачала зниження внутрішніх продажів на 16-25 % у 2020 році.

#### Панама
Очікувалося, що COVID-19 зменшить ВВП Панами на 5,8 мільярда доларів.

#### США
Спалах коронавірусу багато компаній згадували у своїх брифінгах для акціонерів, але частина з них зберігали впевненість, що вони не постраждають від короткострокових збоїв через «обмежений» вплив на китайський споживчий ринок. Ті, які мали виробничі лінії в материковому Китаї, попереджали про можливий ризик дефіциту поставок, тоді як інші попереджали, що великі корпорації та багатії можуть використати кризу для отримання економічної вигоди відповідно до доктрини шоку, як це сталося після минулих пандемій.
Представники Кремнієвої долини висловили занепокоєння щодо серйозних збоїв у виробничих лініях, оскільки більша частина технологічного сектору залежить від заводів у материковому Китаї. Як повідомив «The Wall Street Journal», оскільки на новий рік за місячним календарем у більшості китайських підприємств була запланована відпустка, станом на 31 січня 2020 року повний вплив спалаху на технологічний сектор вважався невідомим.
У містах з великою кількістю китайців зріс попит на маски для обличчя для захисту від вірусу; багато хто купував маски, щоб відправити поштою родичам у материковий Китай, Гонконг і Макао, де масок не вистачало. Станом на лютий 2020 року маски були розпродані в багатьох магазинах США. Цей дефіцит масок спричинив зростання цін на маски.
Університети США попередили про значний вплив на їхні доходи через те, що велика кількість китайських іноземних студентів потенційно не зможе відвідувати заняття.
У лютому газета «The Washington Post» повідомила, що президент Дональд Трамп сказав радникам, що він не хоче, щоб уряд говорив або робив щось, що могло б налякати фондовий ринок, через побоювання, що масштабний спалах може зашкодити його шансам на переобрання.
26 лютого газета «The New York Times» повідомила про випадок у Каліфорнії, який Центри з контролю та профілактики захворювань підтвердили як першу можливу місцеву передачу коронавірусу в США.
27 лютого «The New York Times» повідомила про затримку в діагностиці випадку передачі інфекції в Каліфорнії. Пізніша стаття в газеті від 27 лютого обговорювала твердження інформатора про невідповідність готовності на базі ВПС Тревіс поблизу Ферфілда в Каліфорнії і на базі резерву авіації Марч в окрузі Ріверсайд у Каліфорнії для доставки можливих передавачів коронавірусу для діагностики та лікування. Того ж дня опубліковано прогноз банку «Goldman Sachs», у якому висловлено думку, що американські компанії «не генеруватимуть зростання прибутків у 2020 році», зводячи нанівець відновлення прибутків, яке очікувалося протягом року після «звітів про незначні прибутки протягом більшої частини 2019 року».
27 лютого фондові біржі США були на шляху до найбільшого тижневого падіння з 2008 року, а промисловий індекс Доу-Джонса впав на 1190 пунктів за один день. 28 лютого середній показник індексу ненадовго опустився нижче 25000. Індекс Доу-Джонса завершив тиждень падінням на 12,4 %, індекс S&P 500 — на 11,5 %, а Nasdaq Composite — на 10,5 %. 23 березня акції впали до 18 592 пунктів (по середньому індексу Доу-Джонса) після того, як процедурне голосування в Сенаті щодо законопроекту про стимулювання економіки через коронавірус провалилося вдруге за два дні.
7 березня акції у США впали на 7 %, що призвело до тимчасової зупинки торгівлі на біржах, чому також сприяла війна цін на нафту між Росією та Саудівською Аравією 2020 року.
Увечері 11 березня Національна баскетбольна асоціація оголосила, що решту сезону буде призупинено на невизначений термін, а Національна асоціація студентського спорту повідомила, що її чоловічі та жіночі баскетбольні турніри проводитимуться без уболівальників. Наступного дня Національна асоціація студентського спорту спочатку оголосила про скасування баскетбольних турнірів, але пізніше того ж дня оголосила, що всі змагання чемпіонату з усіх видів спорту будуть скасовані до початку сезону 2020—2021 років.
Штати глибокого півдня, зокрема Алабама, Джорджія та Луїзіана, повідомили 6 квітня 2020 року, що 70 % зареєстрованих смертей були пов'язані з афроамериканцями. Було визнано, що афроамериканці, найімовірніше, мали гірші умови життя (включаючи проживання в густонаселених містах та бідність), мали нестабільну зайнятість, хронічні супутні захворювання, спричинені цими умовами, і майже не мали медичної страховки — фактори, які могли посилити ймовірність летального наслідку.
У квітні майже чверть мешканців (орендарів та власників житла) не сплачували повну вартість житла. Частина з них взагалі не сплачували оренду або іпотеку, а інші не сплачували повну оплату. Труднощі, які зазнали багато орендарів під час пандемії, спровокували рух за скасування орендної плати, який підтримали деякі активісти, організації та політики.
За даними Бюро статистики праці США, безробіття серед чоловіків різко зросло з 3,55 мільйона в лютому до 11 мільйонів у квітні 2020 року, тоді як безробіття серед жінок (нижче, ніж безробіття чоловіків до кризи) зросло з 2,7 мільйона до 11,5 мільйона за той же період.
На початку травня опитування газети «Washington Post» Ipsos виявило расову невідповідність між дорослими працівниками, які були звільнені чи звільнені з початку спалаху: звільнення торкнулося 20 % латиноамериканських працівників, 16 % чорношкірих працівників, 11 % білих працівників і 12 % робітників інших рас.
Багато працівників були звільнені або скорочені внаслідок закриття підприємств і учбових закладів, а також скасування масових заходів. Протягом квітня понад 20 мільйонів американців подали заявки на страхування на випадок безробіття, що є рекордом за весь час, а рівень безробіття в країні становив 14,7 % — найвищий місячний рівень з початку ведення обліку в 1948 році. Зростання безробіття також могло дати поштовх тривалим загальнонаціональним громадянським заворушенням.
За перший квартал 2020 року витрати на охорону здоров'я впали на 18 %. 42 тисячі медичних працівників втратили роботу в березні, а 1,4 мільйона — у квітні, оскільки більшість лікарень відклали процедури, які не є життєво необхідними. Працівники, які залишилися, виконували роботу інших, які були звільнені.
Незважаючи на те, що уряд США є найбільшим позичальником у світі, заборгованість за кредитними картками в країні в травні 2020 року впала нижче 1 трильйона доларів США вперше з травня 2011 року, зменшуючись за попередні 3 місяці. Це відбулося через зменшення як особистих заощаджень, так і наявних доходів, тоді як норми особистих заощаджень зросли майже вдвічі. Звіти про роботу підтвердили падіння після того, як було вказано, що в червні 2020 року було створено 3 мільйони робочих місць у порівнянні з 20 мільйонами робочих місць, втрачених протягом пандемії.
У статті в «Business Economics», яка була опублікована 7 грудня 2020 року та отримала премію Національної асоціації бізнес-економіки «Edmund A. Mennis Contributed Paper Award 2020», Сяобін Шу, Крістін Чмура та Джеймс Стінчкомб стверджували, що «COVID-19 спричинив значне зниження попиту на робочу силу дещо більше за 30 %, якщо виміряти за кількістю оголошень про роботу. Але пандемія не призвела до помітних змін в рекламованих зарплатах».
У грудні 2020 року економіст Девід Чой з компанії «Goldman Sachs» стверджував, що економіка США відновиться швидше, ніж очікувалося, оскільки вплив на частини економіки, найбільш сприйнятливі до останнього поширення коронавірусу, не був настільки сильним. З іншого боку, Алехандра Ґріндал із дослідження «Ned Davis Research» стверджувала, що економіка може погіршитися, якщо пандемія загостриться до початку вакцинації у другому кварталі 2021 року, після чого економіка побачить «досить різке відновлення не лише в США економічної діяльності, а й глобальної економічної діяльності».
Майже 20 мільйонів дорослих — 9 % усіх дорослих у країні — повідомили, що в їхніх домогосподарствах іноді або часто не вистачало їжі протягом останніх 7 днів, згідно з даними дослідження стану домогосподарств, зібраних 29 вересня — 11 жовтня 2021 року, причому 82 % сказали, що «не можуть дозволити собі купувати більше їжі», а не (або на додаток до) внаслідок нефінансових факторів, таких як відсутність транспорту чи проблеми з безпекою через пандемію. Навіть споживачі, які мають роботу, перестали витрачати гроші. Роздрібні продажі впали на 20 % з лютого по квітень, з дуже значним падінням у таких категоріях, як магазини одягу та аксесуарів (зниження на 89 %) і універмагах (зниження на 45 %). Рівень особистих заощаджень підскочив до 33 % у березні з 8 % у лютому.
Під час пандемії COVID-19 у США значно зросло безробіття. Однак у Сполучених Штатах більшість підприємств, які запровадили передові цифрові технології, змогли значно запобігти скороченню працівників, ніж фірми, які не адаптувалися до цифрових технологій.

### Південна Америка
Країни Латинської Америки та Карибського басейну вже зіткнулися з низьким економічним зростанням до COVID-19, причому в середньому цей регіон показував 0,4 % зростання в 2019 році через те, що було описано як «хибне коло низькоякісних робочих місць, недостатнього соціального захисту та нестабільних доходів». причому кожен п'ятий у віці 14–25 років не може знайти роботу. Економічні наслідки, спричинені COVID-19, були посилені браком резервних коштів у багатьох країнах на час кризи. Очікувалося, що від 35 до 50 мільйонів людей у регіоні опиняться за межею бідності, яка становить 5,60 доларів США на день. Експорт також постраждав, і очікується, що багато країн ще більше заборгують. Регіон Латинської Америки та Карибського басейну переживав найбільше скорочення на ринках, що розвиваються, і в країнах, що розвиваються. МВФ у прогнозі світової економіки повідомив про скорочення ВВП на 8,1 % в Латинській Америці в 2020 році. На жаль, з 2014 року регіон переживає найменший період зростання з 1950 року.

#### Аргентина
19 березня 2020 року Аргентина запровадила загальнонаціональний карантин. Уряд Аргентини оголосив про продовження карантину, який спочатку мав завершитися 31 березня, до середини квітня. 10 квітня президент Альберто Фернандес повідомив, що у великих містах карантин буде продовжено до 26 квітня.
У відповідь на зупинку економіки 24 березня виконавча влада ухвалила рішення виплатити одноразову соціальну допомогу самозайнятим платникам податків з найнижчими доходами, які залишилися без джерел доходу у своїй родині.
22 вересня офіційні звіти показали рекордне падіння ВВП країни у другому кварталі 2020 року на 19 % у річному обчисленні, що є найбільшим падінням в історії країни. Інвестиції впали на 38 % порівняно з попереднім роком.

#### Бразилія
Два бразильські банки спрогнозували уповільнення економічного зростання Китаю. Банк UBS переглянув свої оцінки з 6 % до 5,9 %, а Itaú Unibanco заявив про зниження до 5,8 %. Представник однієї з найбільших бразильських компаній сектора електроніки «Eletros» заявив, що поточних запасів для постачання компонентів вистачає приблизно на 10-15 днів. Упали ціни на сою, нафту, залізну руду. На ці три товари припадає 30 %, 24 % і 21 % бразильського експорту до Китаю відповідно.

#### Чилі
Падіння економіки Чилі під час пандемії спричинено зниженням попиту на мідь у США та Китаї.

### Африка
До пандемії передбачалося, що середній державний борг країн Африки поступово зменшуватиметься. Натомість у 2020 році середній чистий державний борг зріс на 2 відсоткові пункти, досягнувши 61 % ВВП. Падіння економіки в Африці на південь від Сахари був значно більшим, у середньому понад 6 процентних пунктів. Країни континенту страждали від зростаючих витрат на виплату боргу внаслідок зростання боргового тягаря. Деякі країни втратили повний доступ до світових ринків, тому стали залежними від відносно обмежених внутрішніх ресурсів і пільгового фінансування.
В Африці мікрофінансові послуги надають комерційні банки, комерційні та регуляторні мікрофінансові установи, неофіційні постачальники та неурядові організації. Одним із заходів африканських мікрофінансових установ під час пандемії COVID-19 було посилення довіри до цифрових каналів для підтримки позичальників.
Європейський інвестиційний банк за допомогою партнерства «Making Finance Work for Africa Partnership» на початку 2021 року провів опитування «Банківська справа в Африці». Було опитано 78 банків в Африці на південь від Сахари. Банки, які взяли участь, контролюють майже 30 % активів континенту. Результати показали, що майже дві третини опитаних банків посилили правила кредитування в 2020—2021 роках. Більше 80 % розширили реструктуризацію або мораторій на кредити. Згідно з дослідженням Європейського інвестиційного банку «Банківська справа в Африці» за 2021 рік, цифрові пропозиції банків країн Африки на південь від Сахари зростають, особливо внаслідок пандемії COVID-19. Більшість опитаних банків заявили, що пандемія пришвидшила швидкість цифрової трансформації, і що ця зміна є постійною. 89 % опитаних банків заявили, що пандемія прискорила цифрову трансформацію їхніх внутрішніх операцій; той самий відсоток банків вважав, що рух споживачів до цифрових каналів продовжиться, коли пандемія припиниться. Кілька банків були змушені змінити рівень своїх співробітників, тоді як трохи менше однієї третини скоригували свої ціни. Приблизно половина банків, які відповіли, використовували гарантії, більшість з яких надходили від центрального банку, уряду чи міжнародної фінансової установи. Протягом першої половини 2020 року вартість закордонних запозичень різко зросла.
Приблизно 88 % підприємств у країнах, де проводилися додаткові опитування щодо COVID-19 (3 в Південній Африці, 1 в Східній Африці, 4 в Західній Африці та 1 в Північній Африці), страждали від зниження ліквідності, при цьому понад 55 % підприємств тимчасово закривають її під час пандемії COVID-19. Майже 8 % оголосили про банкрутство, а 26 % підприємств мають прострочення за зобов'язаннями фінансових установ. Фірми, які залежать від капіталу, становлять 36 %. замість того, щоб залежати від кредитів комерційних банків для вирішення проблем грошових потоків, вони, швидше за все, досягнуть успіху на 16 %.
Міжнародний валютний фонд прогнозував, що середнє зростання на африканському континенті повернеться до 4,5 % у 2021 році та 4,0 % у 2022 році. Очікується, що всі економіки, крім Коморських Островів, зростуть у 2021 році. Однак очікується велика різниця в темпах зростання між 0,2 % у Республіці Конго та 7,6 % у Кенії у 2021 році.

### Океанія

#### Австралія
Очікувалося, що Австралія значно постраждає від епідемії коронавірусної хвороби, і за першими оцінками, ВВП країни скоротиться від 0,2 % до 0,5 %., також втрачено більш ніж 20 тисяч робочих місць. Міністр фінансів Австралії Джош Фріденберг заявив, що країна більше не зможе обіцяти профіцит бюджету внаслідок спалаху хвороби. Австралійський долар впав до найнижчого значення з часів Великої рецесії.
Австралазійський коледж екстреної медицини закликав до спокійних та заснованих на фактах заходах боротьби з епідемією, попросивши людей уникати расизму, «паніки та розколу» та поширення дезінформації. Велика кількість захисних масок була закуплена іноземними та місцевими покупцями, що спричинило дефіцит масок по всій країні. У відповідь на зростання цін майже на 2000 %, Фармацевтичне товариство Австралії закликало цих «неетичних постачальників» підтримувати рівень постачання масок.
Органи туризму припустили, що загальні економічні витрати для сектора станом на 11 лютого 2020 року становитимуть 4,5 мільярда австралійських доларів. Очікувалося, що прибутки казино впадуть. Принаймні два населених пункти в Австралії, Кернс і Голд-Кост, повідомили про втрату доходів на суму понад 600 мільйонів доларів. Рада індустрії туризму Австралії закликала уряд країни надати фінансову підтримку, особливо з огляду на велику кількість постраждалих малих підприємств.
Висловлена думка, що гірничодобувні компанії будуть дуже вразливі до спалаху хвороби, оскільки продажі в Китай складають 93 % продажів компанії «Fortescue Metals», 55 % продажів BHP і 45 % продажів «Rio Tinto». Унаслідок спалаху кількість залізної руди впала на 99,9 %, і епідемія ускладнила транспортування та логістичні операції гірничодобувних компаній.
Сільське господарство країни також зазнало негативних наслідків від спалаху хвороби, включаючи австралійську молочну промисловість, рибну промисловість, виробників вина, та виробників м'яса. 13 лютого 2020 року «Rabobank», який спеціалізується на сільськогосподарських банківських операціях, попередив, що сільськогосподарський сектор мав 8 тижнів для стримування коронавірусу, перш ніж зіткнутися з великими втратами. Спалах також вплинув на експорт. У травні Китай, який є найбільшим торговим партнером Австралії, припинив приймати австралійське м'ясо та ввів мита на австралійський ячмінь, ймовірно, у відповідь на заклик Австралії розслідувати походження пандемії коронавірусної хвороби.
Очікувалося, що сектор освіти зазнає збитків у розмірі 5 мільярдів доларів США згідно з попередньою оцінкою уряду, включаючи витрати через повернення плати за навчання, безкоштовне відстрочення навчання, перебудову календарів навчання та витрати на проживання студентів. Імовірно, платники податків повинні будуть покрити дефіцит освітніх бюджетів. Приблизно 100 тисяч студентів не змогли зареєструватися на початку семестру. Майже дві третини китайських студентів були змушені залишитися за кордоном через візові обмеження для прибуваючих із материкового Китаю. Ад'юнкт-професор Сіднейського університету Сальваторе Бабонес заявив, що «Австралія залишатиметься привабливим напрямком навчання для китайських студентів, але для відновлення кількості китайських студентів може знадобитися кілька років».